# ソニックシリーズに登場するキャラクターの一覧
ソニックシリーズに登場するキャラクターの一覧（ソニックシリーズにとうじょうするキャラクターのいちらん）では、セガグループ（セガゲームス並びにセガ・インタラクティブ）のテレビゲームシリーズ『ソニックシリーズ』に登場するキャラクターについて述べる。
ゲームシリーズ通して登場するキャラクターの担当声優は基本的に『ソニックアドベンチャー』以降の作品のみ記載する。それ以前の作品の担当声優については各キャラクターの項を参照。また、アニメ版および実写映画版の登場人物に関しては各作品の記事を参照。

## メインキャラクター
この項目は、ソニックシリーズにおいて登場回数が多い、あるいはメインシリーズにおいてストーリーへの介入度の高いキャラクターを記載する。

### ヒーローサイド
ソニック（ソニック・ザ・ヘッジホッグ）
- 声優：金丸淳一

ソニックシリーズの主人公。史上最速の青いハリネズミ。6月23日生まれ、身長100cm。体重35kg。
テイルス（マイルス "テイルス" パウアー）
- 声優：林一樹（ソニックアドベンチャー）→村田あつき（ソニックアドベンチャー2、ソニックシャッフル）→広橋涼（ソニックX以降）、吉永拓斗（クラシックテイルス）

ソニックの友達であり、弟分でもある黄色い子ギツネ。身長80cm。体重20kg。2本の尻尾を持っており、それをヘリコプターの要領で動かすことにより飛行が可能。メカ作りが得意で様々なマシンを使ってソニックたちを助ける。
エミー（エミー・ローズ）
- 声優：川田妙子（ソニックシャッフルのみ本井えみ）

元気いっぱいのピンク色のハリネズミで自称ソニックのガールフレンド。身長90cm。武器は赤いピコピコハンマー。
ナックルズ（ナックルズ・ザ・エキドゥナ）
- 声優：神奈延年

ソニックのライバルであり、ケンカ友達でもある赤いハリモグラ。古代戦闘民族・エキドゥナ族の最後の生き残り。身長110cm。体重40kg。
クリーム（クリーム・ザ・ラビット）
- 声優：あおきさやか

礼儀正しく、何事にも一生懸命で、好奇心旺盛なウサギの女の子。いつも友達のチャオ「チーズ」を連れている。身長70cm。体重12kg。
ブレイズ（ブレイズ・ザ・キャット）
- 声優：高森奈緒

『ソニックラッシュ』で初登場した、異世界のネコの皇女。身長95cm。一人称は「私」。ソルエメラルドを守護しており、エッグマンに盗まれたソルエメラルドを求めてソニックたちの世界へやってきた。普段は冷静沈着だが、それは内に秘めた感情を理性で押さえつけているようである（エッグマンネガに唆されたとはいえ、ソルエメラルドの力をエッグマンランド建設のために悪用するエッグマンに殺意を出すなど主な一例）。ソルエメラルドの守護者としての役目を重んじるあまり、自分を厳しく律し、縛りすぎるところがある。炎を操る能力があり、アクセルジャンプ、バーストホバー、といった能力が使える。「自分は常に一人である」と思っていたが、クリームと出会い、さらにソニックたちにふれ合うことで仲間、友の意味を教えられる。男勝りな口調で話すが自分の体重を言えなかったり、高いところが苦手（ただし、高い所で戦う場面は多い）という一面がある。7つのソルエメラルドの力を使うことで、「バーニングブレイズ」になる。
『ソニック・ザ・ヘッジホッグ (2006)』では荒廃した未来世界で炎の災厄「イブリース」を倒すべくシルバーと共に戦っていた。何度倒しても蘇るイブリースだが、再び倒した後、突然謎の生命体・メフィレスが登場。これにより様々な物語が展開されるが、最後はイブリースを再び倒した後、とある理由をきっかけに手に入れたカオスエメラルドの力でイブリースを自身の体内に取り込み、シルバーの目の前で自らを異次元に封印する。これによりイブリースは消滅するが、あることをきっかけに世界自体が消滅し、最終的にはソニックたちが歴史を変えることにより、イブリースに関する事柄は無かったことになり、後の『ソニックシリーズ』でのブレイズの登場に繋がることとなる。
なお、ブレイズのいる異世界は後にソニックたちがいる世界の並行世界であること、未来世界にいたのはソルエメラルドの力で次元移動する際に時間軸も移動する事がある為であると判明した。
『ソニックライダーズ シューティングスターストーリー』では隠れキャラクターとして登場。『大乱闘スマッシュブラザーズX』ではフィギュアとシールとして登場し、『マリオ&ソニック AT 北京オリンピック』と『マリオ&ソニック AT バンクーバーオリンピック』ではソニック側のバランスタイプキャラクターとして参加している。アドベンチャーツアーズでは異世界の大会に興味があるらしくシルバーとコンビを組み、2回戦うことになる。とあるミッションでデイジーと仲良くなり、彼女からプリンセスと呼ばれる（デイジーもプリンセスだが自分を「お姫様」と名乗った）。『ソニックカラーズ』では、シルバーとともにソルエメラルドでソニックの世界にやってくる。『ソニック ジェネレーションズ 白の時空』ではクリームとともにソニックの誕生日を祝うところを事件に巻き込まれてしまうが、ソニックに救われる。この時、クラシックソニックを見た彼女はトゲの短さに驚いていた。また、モダンソニックとの会話では失われたはずのクライシス・シティの記憶が復活したような描写がされている。『マリオ&ソニック AT ロンドンオリンピック』のエピソードモードでは主にピーチと行動し、幼い面子が多いガールズのまとめ役として行動している。なお、ルージュとは今作で初めて会話するが既に顔見知りらしい。事件前日である外伝では、エミーたちと招待状を配る手伝いをしており、「ソニックに直接、招待状を出したい」とワガママを言うエミーを諭したり、エッグマンの招待状が飛ばされた際、後回しで良いという周囲に対して「差別はよくない」というなど真面目な優等生に描かれている。一方でエミーとの勝負に張り切りすぎてドジを踏んで招待状を飛ばしたり、デイジーにショッピングに無理やり連れて行かれるなど他の面子に振り回される一面を見せた。『チームソニックレーシング』では時空間移動を行使したドドンパの招待を受けてレースに出場する。
パーシヴァル
ブレイズに良く似た、アーサー王に仕える円卓の騎士の紅一点、通称「聖杯の騎士」または「炎の騎士」。聖なる武具の一つであるレイピア『レーヴァティン』を愛用。口調や性格はブレイズとほとんど変わらないが、ソニックの味方になった後は彼に丁寧語で話すようになる。秩序やルールに対して厳しく、王への忠誠は騎士道の本道と考えている。どんな相手でも礼儀はわきまえ、その際に相手の名と主を聞く。湖の貴婦人ニミュエの助言を受けて最後の聖なる武具を手に入れるため戦いを挑みにきたソニックと決闘。彼の磨きがかかった剣術に次第に追い込まれ、不安定な場所で足を踏み外してしまったところをソニックに助けられる。
その後、他の仲間と合流して魔術師マリーナの前に現れる。そこで、ソニックが王を倒したこと、そしてその王がマリーナの祖父・マーリンによって作られた「幻」だったことを知る。残されたエクスカリバーの鞘で、永久不滅の王国を作ろうと『暗き洞』を解放したマリーナ。それに伴い崩壊する城、そして『暗き洞』の広がりは確実に世界を蝕んでいく。なんとか逃げ切るも、もはや打つ手は無いと諦めかける彼女たちだったが、湖の貴婦人ニミュエの助け、そしてソニックの激励を受けて再び立ち上がる。
正確かつ華麗な剣さばきで、敵を追い詰める堅実な戦いが得意な騎士。その一方で、全体的に癖が強いトリッキーな騎士でもある。必殺技・ソウルサージは、炎の渦を自分の周りに発生させて身を守りながら攻撃する「フレイムプルガシオン」で、他の技と違って防御の要素が強い技。

シルバー（シルバー・ザ・ヘッジホッグ）
- 声優：小野大輔

『ソニック・ザ・ヘッジホッグ (2006)』で初登場した、荒廃した未来世界を変えるために未来からソニックのいる時代にやってきた銀色のハリネズミ。身長100cm。体重35kg。一人称は「オレ」。性格は前向きで正義感が強い。少々突っ走りやすい所がある。ESPによるサイコキネシスで様々な物体を持ち上げたり、鉄骨を曲げて操るなどの力を持っている。ESPによる飛行もできるようである。また、ソニック、シャドウと同様にカオスエメラルドの力を使うことで「カオスコントロール」や「スーパー化」も可能。しかし足は他の二人と比べるとあまり速くない（『ソニック ライバルズ』シリーズでは、ソニックやシャドウが特殊能力を使わない限りは同速度だが、基本的にハリネズミキャラクターとしては足が遅く設定されている作品が多い）。『ソニック・ザ・ヘッジホッグ（2006年）』のラストではソニックが死亡したことによりシャドウすら気弱になる中、ただ一人前向きな発言で皆に発破を掛け、ソニックを蘇らせる切っ掛けを作った。未来世界の住人ということから本編への登場は少ないが、『ソニックライバルズ』やパーティーゲームなどにはよく登場している。シルバー・ザ・ヘッジホッグという名前は公式設定だが、彼は作中においてフルネームで名前を名乗ったことは一度も無い。初登場の2006年版ではその展開上ソニックたちと出会ったことが全てリセットされてしまっているが、その後の作品では経緯は判然としないものの既に顔見知りという設定になっている。2006年版の時点でシルバーの世界が少なくとも現代から200年以上先の未来である事がルージュにより示唆されていたが、『チームソニックレーシング』で本編から約200年後の世界から来たことを明言した。
『ソニックライバルズ』では全惑星をカードに変え、自らの運命を変えようと企むエッグマンネガを捕まえるため、未来世界からやってくる。続編の『ソニックライバルズ2』では、イフリートを目覚めさせ、チャオたちを餌にし、世界を滅ぼそうとするエッグマンネガの野望を阻止するため、ひょんなことから自分を追いかけてきたエスピオと協力し、チャオたちを助けにいく。
『ソニックライダーズ シューティングスターストーリー』では隠れキャラとして登場し、『ソニックと暗黒の騎士』では対戦モード専用キャラクター、ガラハッド役としてゲスト出演。さらに『大乱闘スマッシュブラザーズX』ではステージ『グリーンヒルゾーン』にテイルスやナックルズと共にシャトルループを渡って登場したり、フィギュアとシールとして登場した。『マリオ&ソニック AT 北京オリンピック』ではソニック側の隠れキャラとして登場する予定だったが、取り消された（ただし、データとしては収録されている）が『マリオ&ソニック AT バンクーバーオリンピック』では、ソニック側の新キャラとして参戦した。アドベンチャーツアーズでは過去の時代の選手に挑戦するためにブレイズとコンビを組み、2回戦うことになる。自分のサイコキネシスを超能力と呼ぶほどのものとは思っていないらしい。とあるミッションでドンキーコングと仲良くなり、ミッション後、木登り勝負を申し込まれたが断った。ソニックシリーズでは、DS版の『ソニックカラーズ』で久々に登場し、ブレイズとともにソルエメラルドでソニックの時代に現れ、未来の話をする。『ソニック ジェネレーションズ』ではライバルとして登場し、青の冒険はエッグプラネットパークにやってきた過去のシルバーが相手となり、テレポートを活かし、ソニックに追いつく。白の時空はソニックたち同様、事件に巻き込まれた本人が登場し、本物のソニックであるか確認するため、勝負を挑む。この戦いではレビテートでソニックを追い、鋭い斬撃のエネルギー波を放つ「サイコカッター」やサイコキネシスであらゆる物を持ち上げ、巨大なボールのように転がして攻撃する「メテオスマッシュ」でソニックと戦う。再戦後、普通に会話している所を見ると誤解が解けたようでタイムイーターとの戦いではブレイズたちとともソニックの応援に駆けつけ、戦闘後、飛び入りという形でソニックの誕生日会に参加する。『マリオ&ソニック AT ロンドンオリンピック』の一部のイベントでは、『ソニックライバルズ2』で共演したエスピオの忍術をトリックと思い込んだり、ジュゲムがばら撒いたコインがお祭りの一種と勘違いするなど未来から来たためか世間知らずな一面を見せた。エピソードモードではシャドウと行動しており、ヨッシーたちと合流した後、突如現れたジェットの挑発に乗るもシャドウに諭され、二人の勝負を見守る。その後、クッパたちに協力するクッパJr.と勝負するも幼い子供だとバカにする。なお、ジェットとは今作で初めて会話するが既に顔見知りらしい。事件前日である外伝では、チャオをいじめているエッグポーンたちを止めようとするが偶然、破壊したクッパJr.が見栄を張ったため、勝負するも敗北してしまう。『ソニック フォース』ではエッグマンの行動を察知し、ソニック達に警告するために現代に戻り、レジスタンス軍に参入する。『チームソニックレーシング』ではブレイズ同様、時空間移動を行使したドドンパの招待を受けてレースに出場する。
ガラハッド
シルバーに良く似た円卓の騎士の一人で通称「白銀の騎士」と呼ばれている。強力な超能力と剣術を得意とし、その実力はランスロットとほぼ互角とも言われている。本編では登場しなかったため、アーサー王や騎士たちの関連性や聖具、必殺技など詳しいことは不明。レビテートで飛行をすることができ、サイコキネシスで巨大な魔法陣を作り、相手を拘束することができる。

### ダークサイド
目的のためには手段を選ばず、時にはヒーローサイドと対立することさえあるキャラクターたちであるが、ヒーローサイドと手を組むこともある。『ソニックアドベンチャー2』ではエッグマンやメタルソニックも含まれ、他にもジェット率いるバビロン盗賊団もこれに属している。
シャドウ（シャドウ・ザ・ヘッジホッグ）
- 声優：遊佐浩二

ソニックと瓜二つの姿をした黒いハリネズミ。身長100cm。体重35kg。Dr.エッグマンの祖父であるPr.ジェラルドが生み出した究極生命体。
ルージュ（ルージュ・ザ・バット）
- 声優：落合るみ

ワイルド&セクシーな女コウモリ。身長105cm。宝石専門のトレジャーハンター。
オメガ（E-123 "Ω"）
- 声優：楠大典

『ソニックヒーローズ』で初登場した、エッグマンが開発したEシリーズの最終23番機。身長150cm。体重1230kg。いつ製造されたのかは不明。Eシリーズを始め、今までのロボで培われたあらゆるノウハウが詰込まれており、シリーズ最強の戦闘力を誇る。元々は復活したシャドウのサポートとシャドウ暴走時の抑制を目的に創り出されたロボットであったが、その使命ゆえに長い間シャドウとともにエッグマン基地の地下室で封印されていたオメガは真相も知らず、エッグマンを相当恨んでいる。エッグマンが創った他のメカをすべて破壊することと、エッグマン本人に復讐することで、自身こそが真に最強であることを証明するのがオメガの目的である。プレイ中自分の先代であるガンマやベータを気にするそぶりを見せるあたりライバル視している。『シャドウ・ザ・ヘッジホッグ』以降でも活躍を見せているが、『ソニック・ザ・ヘッジホッグ (2006年)』ではイブリースに敗れて機能が停止する姿が見受けられる。『マリオ&ソニック AT バンクーバーオリンピック』では、ライバルキャラとして参戦する。アドベンチャーツアーでは、エッグマンに挑戦するが勝負する条件としてマリオとソニックたちの妨害をするため、彼らの前に立ちはだかり、敗北後、今の腕前ではエッグマンに勝てないと判断し、スケートの練習のため、帰還した。ソニックシリーズでは、DS版の『ソニックカラーズ』で久々に登場し、データを収集しつつエッグマンを探していたが、ソニックのデータに興味を持ち、分析を行う。ミッションをクリアすると想定外のデータが取れたため、エッグマン打倒と自身のパワーアップのため、引き返した。『マリオ&ソニック AT ロンドンオリンピック』では、ロンドンフェスタでもライバルとして登場し、100m走とリレーで勝負する。本作ではスペシャルダッシュが追加された。エピソードモードではカメックたちに騙され、エッグマンが作った改造パーツを組み込まれたために暴走し始め、ドンキーコングが食べようとしたバナナをダメにして彼の怒りを買ってしまう。敗北後、そのショックでパーツが外れたことで正気を取り戻し、ドンキーコングからバナナをダメにした代わりにエッグマンを捕まえることを約束し、マリオとソニックに協力をする。終盤で疲労で倒れたキノピオを連れ帰ったり、ドンキーとの約束を守ろうとするなど義理堅い一面を見せた。今まではライバルとして参戦していたが『マリオ&ソニック AT リオオリンピック』でついにプレイアブルキャラとして登場が決まった。
アメコミ版では、『ソニックユニバース』の第3話に初登場した。元々はソニックを倒すために製作された戦闘用コンピューターだったが、裏切り者のガンマを破壊するために、多少嫌々ながらも出動させた。そこでガンマとシャドウと戦うことになるが、シャドウを取り除き、ガンマ破壊に成功した。しかし破壊寸前にガンマはウィルス化したため、オメガのプログラム内に転移し、オメガに「生きる意味」を与えるようになる。一時戸惑っていたが、自分を封印した主のエッグマンに復讐ために、シャドウと同行するようになる。当初は噴出しバブルは赤く染められ角張っていたが、ガンマに感染されてから白く染められ滑らかになった。さらに人間と同じ感情や言動を持つようになるが、非常に破壊を好む性格に仕上がってしまった様子。3話のおまけページでは、出動前の時期では掃除当番をしていたという（ただし、これはスタッフが作った、あくまでもギャグネタである）。
実際のデザインが初登場したのは第193話で、アンチモビウスにいるDr.キントバー（エッグマンのアンチ版）によって作られた機械として登場した。デザインはオメガそのままだが、色は青で、ショルダーパーツに書かれていた「Ω」が「ピースマーク」になっていた。正式名称は「オメガケアユニット」で、不治の病を持つバニー・ラボットのアンチ版「バンズ・ラボット」を治療するために製作されたパワードスーツである。数多くの破壊兵器を武装したオメガとは違い、元々平和主義者であるキントバーにより硬直泡放射器と目回し光線といった害のない武器を装備させている。「最後の手段」、または「これ以上戦闘兵器を作らない」という意味で「オメガ」と名付けたとキントバーが言う。

## サブキャラクター
この項目は、ソニックシリーズにおいて2度以上登場しているが、メインシリーズにおいてストーリーへの介入度の低いキャラクターを記載する。

### ヒーローサイド
マイティー（マイティー・ザ・アルマジロ）
- 声優：沼田祐介（セガソニック・ザ・ヘッジホッグ）

『セガソニック・ザ・ヘッジホッグ』というACに登場したアルマジロ。後に『カオティクス』にも登場し、ナックルズやベクター、エスピオ、チャーミーと共に冒険した。温和な性格の持ち主で基本的に争い事を好まないタイプだが、危機に陥ったりすると意外な能力を発揮することがあるらしい。各地を旅行することを生甲斐としている。また、カオティクスでは年齢が16歳であるとされている。
2018年7月に発売された『ソニックマニアプラス』にて、レイと共に二十数年ぶりにプレイアブルキャラクターとして再登場を果たし、パワーを活かして急降下することでショートカットができる。アニメでは3話では写真のみだったが4話から登場し、メタルソニックに捕まったレイを助けるために戦うも人質にされたため、持っていたカオスエメラルドをメタルソニックに渡した。なお、ナックルズはマイティーの写真を見た時、彼を知っている様子はなかった。
アメコミ版ではカオティクス側のパワータイプであり、ソニックとは知り合い同士という設定になっている。巨大な岩やエッグマンの戦車すら持ち上げられるほどの怪力の持ち主だが、実はマンモス・モギュールから授けられた力だと、185話で明かされた。
レイ（レイ・ザ・フライングスクイレル）
- 声優：金丸日向子（セガソニック・ザ・ヘッジホッグ）

ソニックとマイティーと同じくACの『セガソニック・ザ・ヘッジホッグ』に登場したムササビ。ソニックに似た外見だが、性別が男という以外とくに細かな設定はつくられていないようであり年齢も不明、それ以降は作中に登場することもなかったが、2018年7月に発売された『ソニックマニアプラス』にて、マイティーと共に二十数年ぶりにプレイアブルキャラクターとして再登場を果たし、滑空し、長時間浮遊することができる。アニメでは3話から登場し、マイティーを探している途中、メタルソニックに襲われるもマイティーに救われる。
ビッグ（ビッグ・ザ・キャット）
- 声優：八代駿（ソニックアドベンチャー、ソニックシャッフル）→長嶝高士（ソニックX以降）

『ソニックアドベンチャー』で初登場した、大きなネコ。身長200cm。体重280kg。好物はお魚。非常にのんびりとした性格であり、釣りが趣味。親友のカエル君と一緒にミスティックルーインに住んでいる。気は優しくて力持ち。独り言などは多いが、他のキャラクターと喋るシーンは少ない。のんびりしているためか、言動はやや子供っぽく、エッグマンから（エミー、クリームと纏めて）「子供は帰って寝る時間じゃ」と言われたことがある。
『ソニックアドベンチャー2』ではプレイヤーキャラクターではないが、至る所に登場し、隠しキャラクター（対戦ではダークサイドキャラ）としても使用できる。『ソニックヒーローズ』では、カエルくんを救うため、エミー、クリームとともにチームローズのメンバーとして活躍した。前作と違い足の速さは他のキャラクターと同じ程度になり、仲間同士の意思疎通もできている様子。また『ソニックと秘密のリング』にも操作キャラクターではないが登場しており、特殊な条件をクリアすることによって彼の旅日記を読むことができ、『ソニックと暗黒の騎士』でも登場こそしていないが彼に似た帽子がアイテムとして登場するなど絵本の世界に関わっている。『大乱闘スマッシュブラザーズX』ではシールとして登場し、『マリオ&ソニック AT 北京オリンピック』ではボートの競技にて観客として登場し、『マリオ&ソニック AT バンクーバーオリンピック』ではゲストとして遊びに来ることがあり、見つけるとスターポイントがもらえる。アドベンチャーツアーズではミッションの内容を見せて欲しいとエミーに頼む。『ソニッククロニクル 闇次元からの侵略者』では、プレイヤーキャラクターとしては久々に登場。ミスティックルーインへやってきたソニックたちの元へ駆けつけ、彼らの冒険に同行した。DS版の『ソニック　カラーズ』では、エミーとともにエッグプラネットパークに遊びに来ている。『ソニックX』第1期ではそれなりに出番があったが、第2期には一切登場しない。『マリオ&ソニック AT ロンドンオリンピック』ではWii版には出てこないが3DSのエピソードモードのみ登場している。カエルくんを探している最中、カメックに飛ばされたオメガを偶然助け出し、彼らを見届けた後にカエルくんを見つけ開会式の会場に向かった。『チームソニックレーシング』ではチームローズの一員としてレースに出場。従来より話すスピードが若干速くなっている。他の人物がドドンパを怪しむ中で、ドドンパを「悪い人とは思えない」と考えていた。一方でかつてカエルくんを攫った張本人であるメタルソニックを嫌っている様子。『ソニックフロンティア』以降の作品では話すスピードが更に速くなり、比較的普通の話し方となっている。
ガンマ（E-102 "γ"）
- 声優：中田譲治（ソニックアドベンチャー）→楠大典（ソニックバトル）、今村直樹（ソニックX）

『ソニックアドベンチャー』で初登場した、エッグマンに作られたE-100シリーズの2番機。身長215cm。体重825kg。エッグマンに従っていたが、エミーと出会ったことによりエッグマンの命令に疑問を持ち始め、エッグマンのマスター登録を自らの意思で解除する。その後は、カエル捕獲作戦に失敗し改造された同形機の仲間を救出（小動物を解放）するため各地を巡る。
最期はエッグマンに改造された瀕死のベータの一撃を受け、爆散した。エッグマンが作ったロボットには、基本的に生態エネルギー抽出用の小動物が入れられており、ガンマも例外ではない。ガンマの中にはエミーが保護していた水色の小鳥の兄弟（赤い鳥）が使われていた（ベータは白い鳥）。
『ソニックシャッフル』にも登場しており、ガンマが登場するのは矛盾しているが、隠しキャラクター（おまけで登場）ということで黙認されている。『ソニックアドベンチャー2』（バトル）では、ガンマをベースにした量産機「E-1000」が雑魚敵として登場している。『ソニックバトル』では、ガンマのボディを再利用し、カオスエメラルドを動力源とした実験機「カオスガンマ」として登場。ガンマのメモリーは引き継いでおらず、登場人物たちにガンマと呼ばれると否定している。また、同作ではカオスガンマの型が「ガードロボ」という名前でCPU専用キャラとして登場している。『大乱闘スマッシュブラザーズX』ではシールとして登場。
アメコミ版では『ソニックアドベンチャー』をベースにした第80 - 84話で初登場。ベータを含む他のE-100シリーズの救出活動は省略されたため最後まで生き残り、その後はエッグマンを倒すために世界中を放浪するようになる。そのため、原作とは違って体内に小鳥は監禁されていないという設定になっている。それまでに何の音沙汰もなかったが、これを機会に『ソニックユニバース』の第3話で再登場するようになる。こちらのエピソードでは司令官からの任務として彼を至急救助し、GUNの一員として加入させることをシャドウに託した。一時その条件を引き受けたガンマだったが、裏切り者のガンマを排除する任務を受けたオメガの襲撃により破壊される。だが実際は『魂を宿る戦闘兵器』であるために彼はウィルスと化し、破壊される寸前にオメガのプログラムに転移した。よって彼がオメガの体の中に転移したことから、オメガに「生きる意味」を教えるようになる。この時点からガンマは「死んだ」ことになるが、今はオメガとして彼の任務を続けるという。
しかしアメコミスタッフはガンマをもっと違う形に作りたかったために、第145話以降「アイザック」というオリジナルキャラクターを登場させた。外見は金色に塗られたガンマだが、実際はE-100シリーズの一体ではない上にエッグマンが製作したロボットでもなく、1万年前から存在していた人間科学者のPr.ニヴェン・クラークとPr.イワン・キントバーによって作られたロボットである。西暦-9994年（9994年BC）に作られたのだが、ゾーダ星人が核兵器を地球（現在モビウス）に落とした以降、起動するようになる。そして現代では戦闘中にシャドウと出会い、これまでの経験と歴史を全て彼に語った。それ以降シャドウと供にメタルソニックとソニックに立ち向かうが、その後撤退した。その後第165話ではルージュの事情聴取により、彼は元ダークリギオンの科学者Dr.フィニティヴァスによりデータを取り外されてしまったが、1万年前から生き続けていたためにほとんどのデータは破損されてしまい、その上Pr.キントバーの遺体を監視していた様子。

#### カオティクス探偵事務所
報酬さえ貰えればどんな仕事でも引き受ける探偵集団。
ベクター（ベクター・ザ・クロコダイル）
- 声優：三宅健太

『カオティクス』で初登場した、常に耳にヘッドホンを付けているワニ。身長180cm。体重200kg。チャラチャラした金好きで、報酬さえ貰えれば悪事以外のどんな仕事も引き受けるカオティクス探偵事務所の所長を務めており、腕利きの探偵である。横暴な性格で喧嘩っぱやく乱暴な面があるが、仁義に熱く常に弱い者の味方。身なりと言動はラフだが頭脳は明晰で探偵としても優秀であるが、エッグマンやエミーなどほとんど出世払いの依頼が多く依頼人には恵まれず、持ち前の人の良さが災いし、なかなか報酬がもらえず、儲からない仕事が多い。趣味はバンド演奏だが、実際はかなりの音痴。本人曰く「宇宙一の勘の持ち主」らしい。当初、ゲーム第1作目『ソニック・ザ・ヘッジホッグ』のサウンドテストで、ソニックらと共に「ソニックバンド」と呼ばれるバンドの1人としてデビューする予定だったが、諸事情により見送られた。風船ガムで空を飛び、口から火炎放射をすることができる。『大乱闘スマッシュブラザーズX』ではシールとして登場し、『マリオ&ソニック』シリーズではソニック側のパワータイプで、カオティクスの中では唯一全作品通してのプレイヤーキャラとして参加している。当初は常に3人で行動していたが、後の作品ではベクター一人で行動することが多くなり、エスピオやチャーミーは留守番や他の仕事で別行動することが多くなった。『ソニック フリーライダーズ』では、賞金目当てでエントリーするが「ソニックに会わせたら優勝賞金の半分を報酬として払う」という条件でチームローズの一員としてエミーとクリームとチームを組んでいる。『ソニック ジェネレーションズ 白の時空』では、久々に3人揃ってメインシナリオに登場している。なお、ベクターのみ唯一クラシック・モダンのどちらのソニックに助けられても台詞は同じである。『マリオ&ソニック AT ロンドンオリンピック』ではナックルズと行動していることが多く、彼とともにクッパを止めようとする。前作で仲良くなったドンキーコングの実力を見て「探偵にならないか」と誘うが「興味がない」とあっさり断られた。事件前日である外伝ではカメックたちに騙され、クッパに自信を付けさせるための相手として利用させられる。『ソニック フォース』では3人揃ってレジスタンス軍に参加。『チームソニックレーシング』では金に困窮してブレイズ・シルバーとチームベクターを結成してレースに出場するが、裏ではある人物から捜査の依頼を受けていた。
ビッグとは逆に、『ソニックX』第1期では第39話しか登場しなかったが、第2期ではそれなりに出番もあり、活躍する（終盤の第75話でエスピオに「まだ4回しか出ていないじゃないか」ということを言われ、チャーミーには「ちょいキャラ」と断言されたが、本人曰く存在感はレギュラーキャラクラスらしい）。このアニメではクリームの母、ヴァニラ・ザ・ラビットに胸がときめいている様子が見受けられる。
初登場の『カオティクス』では「年齢は16歳でバスケットが趣味。底抜けに明るい性格だが仲間を思う気持ちは誰よりも強い」という設定だったが『ソニックヒーローズ』以降、前述のように設定がリニューアルされている。
エスピオ（エスピオ・ザ・カメレオン）
- 声優：増田裕生

『カオティクス』で初登場した、古風なカメレオン。身長110cm。体重36kg。一人称は「自分」。カオティクス探偵事務所のご意見番。楽天的なベクターやチャーミーとは違い、律儀な性格で何事も冷静沈着に行動するが、どこか抜けている部分があり、たまに2人のペースにしばしば飲まれることもあるなどコミカルな一面もある。目上の者に対して礼節をわきまえている。カメレオンの特徴を使った忍術を得意とし、潜入や捜索などをこなす。行き過ぎなくらいの慎重派だが、無鉄砲なチームの纏め役として重要な位置を占めている。機械音痴であるが、『シャドウ・ザ・ヘッジホッグ』ではパソコンを使ったりなどの機会が多かった。『ソニック ライバルズ2』ではカオティクスの中では唯一のプレイヤーキャラクターでベクターの命令で捕まえるはずだったシルバーとコンビを組んでいる。『大乱闘スマッシュブラザーズX』ではシールとして登場し、『マリオ&ソニック AT 北京オリンピック』と『マリオ&ソニック AT バンクーバーオリンピック』では審判として登場し、アドベンチャーツアーズでは仕事をサボっているベクターを探している。ベクター加入後、ウィンターアイランドにあるホワイトストーンの残りの数を教えてくれる。国内版ソニックシリーズではDS版の『ソニック カラーズ』で久々に登場し、ベクターたちとともにエッグプラネットパークにやってくる。『ソニック ジェネレーションズ 白の時空』では、久々のメインに登場し、ベクターやチャーミーとソニックの誕生日を祝うも事件に巻き込まれる。救出後、ソニックたちにタイムイーターの脅威を告げた。『マリオ&ソニック AT ロンドンオリンピック』では審判だけでなくあるイベントで選手と忍術で勝負することがある。エピソードモードでは大英博物館でソニックたちと合流し、テイルスとともにドンキーコングがいる会場に向かう。事件前日である外伝では本人は登場しないがナックルズとベクターを騙すため、カメックがカロンに化けさせた偽者が登場する。このようにソチ以外の過去のオリンピックシリーズでは審判であったが『マリオ&ソニック AT リオオリンピック』では選手として参戦し、忍びならではの身軽さを見せる。『ソニック フォース』のデジタルコミック版では性格がハードボイルドとなっている。
初登場の『カオティクス』では「年齢は17歳で私立探偵を営んでいる。比較的怒りっぽい性格で猪突猛進してしまう所がある」という設定で、現在の設定とは対照的だった。
チャーミー（チャーミー・ビー）
- 声優：鉄炮塚葉子

『カオティクス』で初登場した、元気なミツバチ。身長70cm。体重10kg。まだ幼いためか、無邪気な性格で、お調子者でおっちょこちょい。遊ぶ事が好きでいつも元気に飛び回っている。ソニックやエミーと同じで嫌いな物は退屈。お尻の針は刺されるとかなり痛いらしい。一応探偵ではあるが子供っぽい性格なため、基本的にチームを盛り上げるムードメーカー的な存在。好奇心旺盛で何かとはしゃぎ過ぎては、よくベクターに怒られている。しかし、仕事はきちんとやるようで『マリオ&ソニック AT 北京オリンピック』と『マリオ&ソニック AT バンクーバーオリンピック』、『マリオ&ソニック AT ロンドンオリンピック』では審判として登場し、アドベンチャーツアーズではベクターの言いつけでドリームアイランドのホワイトストーンを探しながら、ゲートの番人をしている。ベクター加入後、彼の出すクイズに答えると通してくれ、空にあるドリームアイランドにあるホワイトストーンの残りの数を教えてくれる。海外含むソニックシリーズでは、DS版の『ソニック カラーズ』で久々に登場し、元気な姿を見せる。『ソニック ジェネレーションズ 白の時空』ではメインシナリオに登場し、ベクターやエスピオとソニックの誕生日を祝うも事件に巻き込まれる。なお、クラシックソニックを見たチャーミーはいつもより小さかったことに驚いていた。『大乱闘スマッシュブラザーズX』ではシールとして登場している。『マリオ&ソニック AT ロンドンオリンピック』のエピソードモードではマリオとソニックたちに各地の競技場でクッパとエッグマンが悪さしていることを伝え、ルイージと行動し、妙な名コンビぶりを見せた。事件前日である外伝では本人は登場しないがナックルズとベクターを騙すため、カメックがジュゲムに化けさせた偽者が登場する。
初登場の『カオティクス』では「職業はスプリンター。大人びた性格の持ち主で、昆虫で初めて音速を超えたことからプライドが高く、馬鹿にされることを嫌う」という設定。この時はまだ年齢は設定されていなかった。『ソニックヒーローズ』以降では他の2人と同様に設定がリニューアルされた。

### ダークサイド
カオス
- 声優：なし

『ソニックアドベンチャー』で初登場した、古代の生命体"チャオ"の突然変異によって発生した液状生命体。液状ゆえに自由自在に姿を変えることが可能である。温厚な性格をしており、体内にカオスエメラルドを取り込むことにより巨大化したり、戦闘能力を上昇させていくことができる。それぞれの形態はカオスエメラルドを取り込んだ個数によりカオス0 - カオス6と呼ばれ、カオスエメラルドを7つ取り込んだ形態はパーフェクトカオスと呼ばれる。ソニックアドベンチャー以降のシリーズでは、カオス0の形態で登場することが多い。また水に溶け込むこともでき、普段は水滴のような姿で行動している。古代よりカオスエメラルドの守り神としてマスターエメラルドの祭壇に君臨し、近辺に生息するチャオたちと平和に暮らしていた。
あるとき古代の戦闘民族「ナックルズ族」がカオスエメラルドを狙って祭壇を襲撃。チャオたちの命までをも奪い去ったナックルズ族に怒りで我を忘れたカオスはパーフェクトカオスに進化、ナックルズ族を滅ぼした。しかし唯一カオスが心を許していたナックルズ族長の娘ティカルによって彼女もろともマスターエメラルドの中に封じ込められてしまう。それ以来封印が解けないように、ナックルズ族の生き残りたちによってマスターエメラルドは護られてきた。しかしその数千年後の現代にて、マスターエメラルドに雷が直撃しエメラルドはバラバラに砕け散り、封印は解かれてしまう。憎しみから解放されていなかったカオスは人類を滅ぼすため、世界征服を企むDr.エッグマンと共謀し現代でも暴走。ソニックやテイルス、ナックルズと激しく対決し、カオスエメラルドの力を手に入れ、最後はエッグマンに背き（結果的にカオスを利用しようとしたエッグマンのほうが利用された）、パーフェクトカオスとなった際に変身したスーパーソニックに倒されて憎しみから解放され、ティカルと共に姿を消した。『ソニックアドベンチャー2』では2P対戦専用のボーナスキャラとして登場した。『ソニックバトル』では、デスエッグの存在に危機を感じ、火口を凍らせて姿を現した。『大乱闘スマッシュブラザーズX』ではシールとして登場した。『マリオ&ソニック AT バンクーバーオリンピック』ではゲストとして遊びに来ることがあり、見つけるとスターポイントがもらえる。ドリームフィギュアスケートではパーフェクトカオスの姿で登場する。

#### バビロン盗賊団
宙に浮かぶボード『エクストリームギア』を自在に操る、古代からの盗賊集団。主に『ソニックライダーズ』シリーズに登場する。
ジェット（ジェット・ザ・ホーク）
- 声優：岸尾だいすけ

『ソニックライダーズ』に初登場した、バビロン盗賊団の首領のタカ。身長100cm。体重33kg。「伝説の風使い」の異名を持ち、エクストリームギアのテクニックに関しては歴代No.1と評されるほどの腕前。自分のスピードには絶対的な自信があり、自分より速いやつはいないと思っている。また、自分を筋金入りのワルだと思っている。自信家で負けず嫌いな性格であり、格好悪い所を他人に見せるのを嫌う。持ち前のプライドの高さ故にリーダーとしての強い意識を持っているが、懐の広いチームメンバーに救われている感もある。負けず嫌いだが、小細工を使ってまで勝とうはしない。盗賊としての勘の鋭さを持っているが、実年齢より精神年齢の高い者が多いソニックキャラクターにしては、かなり子供っぽい性格で、何かとソニックに突っかかる（ただし、本人は口が裂けても言わないがエンディングや『ソニックライダーズ シューティングスターストーリー』などでソニックを史上最速だと認めている節がある）。いつも父親から受け継いだコントロールボックスを持っている。クシャミとバショウセンを使った攻撃が特技。『ソニックライダーズ』ではエッグマンと手を組むが裏があると思っている。『ソニックと暗黒の騎士』ではラモラック役としてゲスト出演。ライダーズシリーズ以外の作品でプレイヤーとして参加するのはこれが初めてであった。『大乱闘スマッシュブラザーズX』ではフィギュアとシールとして登場した。『マリオ&ソニック AT 北京オリンピック』ではソニック側の隠れキャラクターとして登場する予定だったが取り消しとなり（ただし、データとしては収録されている）、『マリオ&ソニック AT バンクーバーオリンピック』と『マリオ&ソニック AT ロンドンオリンピック』ではライバルキャラとして参戦。アドベンチャーツアーズではエッグマンの仲間ではないが、ソニックと勝負するために現れる。他の選手にはまったく興味がないため、マリオで話しかけても通してはくれない。ジェット敗北後、リベンジを約束し引き上げる。ロンドンフェスタの一部のイベントによるとオリンピックにまったく興味がないようがソニックの実力を知るために見に来ただけだということが判明した。他にもオペラ「夏の夜の夢」を見に来て大爆笑したり、ネズミ捕りの依頼を受け、苦戦するなどの一面を見せた。エピソードモードでは、エクストリームギアに乗り、ソニックたちの前に現れるも犯人と勘違いされ、シャドウとシルバーに攻撃される。その後、ヨッシーに機械を探す手伝いを頼まれるが「自分には関係ない」と断り、そればかりかそれを横取りして高く売ろうとする。それを聞いたシャドウは勝負に勝ったら勝ったほうの言うことを聞くと言われ、勝負するも敗北し、クッパたち側のクッパJr.の代役としてチャレンジャーのメンバーに協力する。このようにオリンピックシリーズではライバルであったが『マリオ&ソニック AT リオオリンピック』でついにプレイアブルキャラとして登場が決まった。『ソニック フリーライダーズ』でも、打倒ソニックに燃えている。また、シャドウやルージュなどは今回で初めて知り合い、実力を認めた。ジェットは唯一顔にゴーグルを付けて走行する（ただし、ムービーやマリオ＆ソニックでは頭に付けていた）。
ラモラック
ジェットに良く似た円卓の騎士の一人。性格はジェットと同じでプライドが高く自分のスピードに絶対的な自信を持っている。ガラハッド同様、本編に登場しなかったため、アーサー王や他の騎士たちとの関連性や聖具、必殺技など詳しいことは不明。ガウェインと同じく双剣を愛用しており、必殺技の攻撃スピードはガウェインのワイルドメテオを上回る。他にも空中ジャンプやコマのように回転斬りするなどスピードと身軽さを生かした戦術を得意としている。

ウェーブ（ウェーブ・ザ・スワロー）
- 声優：中村千絵

『ソニックライダーズ』に初登場した、バビロン盗賊団の紅一点のツバメ。身長110cm。バビロン随一のスーパーメカニックであり、自信に満ちた知力と技術センスを持っている。一方で、IQ300並みの能力を持つテイルスを素人呼ばわりするなど、他人を平気で侮るような発言や態度を取ることも多く、特に自分の言うことを理解できない者や納得いかない事柄に関しては一切認めようとしない。ジェットのことを団長として尊敬しており、彼に対しては常に敬語を使っているが、頼りない弟のようにも感じており、そのために長々と説教することも。『大乱闘スマッシュブラザーズX』ではシールとして登場している。テイルスのことを「おチビちゃん」と呼ぶ。ジェット同様本人は口が裂けても言わないがバビロンストーリーでは、テイルスの実力や技術センスを認めており、時折小細工を使ってジェットに勝たせようとするところがある（フリーライダーズでは、ジェットにそのことで叱られる場面がある。自分たちを騙そうとしたエッグマンにも天才科学者だと評価していた）。『ソニックライダーズ』では、「自分のほうがセクシー」だという理由でルージュにライバル視される裏設定があったが『ソニック フリーライダーズ』では、同じお宝目当てでエントリーし、ジェットを軽く見る彼女を逆に敵視した。『マリオ&ソニック AT リオオリンピック』では新キャラとして登場が決まった。
ストーム（ストーム・ザ・アルバトロス）
- 声優：乃村健次

『ソニックライダーズ』に初登場した、ジェットの右腕的存在のアホウドリ。身長140cm。体重80kg。バビロン盗賊団の重戦車で、その巨体を生かしての怪力は岩をも砕くほどで張り手や猫だましなど関取のような技を得意とするが、反面単純で知性にやや欠けている。ジェットに並々ならぬ忠誠心を抱いており（好きなものにジェットを言うほど）、ジェットを侮辱する者は誰であろうと許さない。ジェットに褒めてもらいたいと思っているため、向こう見ずな行動を取り、結果的にジェットに怒られてしまう。少々短気だが基本的に性格は非常にのんびりとしているため、憎めない所がある。『ソニックライダーズ シューティングスターストーリー』では、星の聖櫃を手に入れるため、エミーを捕まえようとするも逆に返り討ちにあい、ソニックと逸れた責任を取られるなど情けない所もある。性格が正反対のウェーブとはしばしば対立することもあり、彼女のことを「すぐお願いをするメカオタク」だと思っている。ナックルズを敵視しており、拳でもエクストリームギアの腕前も自分のほうが強いと思っている。『ソニック フリーライダーズ』では、ナックルズへのリベンジとジェットこそが世界最速であることを証明するため、エントリーする（ただし、最後のミッションでウェーブとともにソニックたちのギアに小細工をしたような素振りを見せていた）。語尾に「ワイナ」を付ける。『大乱闘スマッシュブラザーズX』ではシールとして登場している。

## 悪役キャラクター
この項目は、ソニックシリーズにおいてソニックたちと敵対し、世界に不利益をもたらす行動を起こす（もしくは起こすと言える）キャラクターを記載する。

### エッグマンファミリー
Dr.エッグマンを中心とする一派。セガによる公式サイト『ソニックチャンネル』のキャラクター紹介では、セージもエッグマンファミリーの一員として扱われている。構成員の多くはエッグマンにより作られたロボットであるが、オメガやガンマなど各々の事情で離反した者もいる。
Dr.エッグマン
- 声優：大塚周夫（ソニックトゥーン 太古の秘宝まで）→中村浩太郎（マリオ&ソニック AT リオオリンピック以降）

自称悪の天才科学者。世界をエッグマンランドにしようと企むが失敗している。たまにソニックと手を組むことも。
メタルソニック
- 声優：なし（右記の作品を除く）、金丸淳一（ソニックヒーローズ・ソニック × シャドウ ジェネレーションズ）

『ソニック・ザ・ヘッジホッグCD』で初登場した、ソニックを倒すことを目的にDr.エッグマンが作り上げたロボット。身長100cm。体重125kg。ソニックをモデルにしているだけあって、ソニックと同等の戦闘力とスピードを誇っている。ブラックシールドによるバリアで身を守り、オーバードライブで瞬間的に脅威の加速力を発揮、エアブーストで空を飛べるので、『CD』や続編である『ソニック・ザ・ヘッジホッグ4』ではソニックを上回るスピードを見せ、ソニックを苦しめていた（現在のシリーズではソニックと同等もしくはソニックより遅い。マリオ＆ソニックではヨッシーやシャドウと同レベル）。基本的には無口で機械音を発する程度だが、『ソニックヒーローズ』で自身を改造しネオメタルソニックとなった時は普通に喋っていた（声もソニックと同じ金丸淳一が担当）。兄弟機にメタルナックルズがいる。
『ソニックヒーローズ』での事件後、エッグマンによって、暴走しないように元の従順なメカに戻された。そのため、他のメカや『ソニックヒーローズ』のように逆らうことはなくなり、「マリオ＆ソニック」シリーズでも旧シリーズ同様に彼と行動することが多くなったが、今でも自我は持っており、一貫してソニックに強い敵対心を抱いていることは変わらない。
『マリオ&ソニック AT バンクーバーオリンピック』では、ソニック側の新キャラとして国内では久々に参戦。アドベンチャーツアーズでは、エッグマンの部下として登場し、キノピオにソニックと間違えられたためか、怒り出して勝負を仕掛ける。敗北後、どこかに飛んで行き、クッパとエッグマンが引き上げた後、クッパJr.と共謀し、様々な場所に挑戦状を叩きつける。全てのミッションをクリア後は悔しさのあまり、クッパJr.とともにマリオとソニックたちの後をこっそりと勝手についていき、ともに冒険する（ただし、マリオやソニックたちには既に気づかれているが悪事はもうしないだろうとのことでほっといている）。
さらには『ソニック フリーライダーズ』にも登場、エッグマンに内緒でエッグマンロボに成りすまし、様々な選手のデータを収集してパワーアップをし、ソニックにリベンジを果たすため、現れた。
なお、仲間であるオーボットとキューボットと共演したのは『チームソニックレーシング』が初だが『マリオ&ソニック』シリーズや『ソニックランナーズ』のように直接会うシーンはない。
一方、海外では『ソニック ライバルズシリーズ』で、国内よりも早く再登場している。特に『ソニック ライバルズ2』では、『ソニックシリーズ』で「シャドウ&メタルソニック編」として、初めてメタルソニックを主人公としたストーリーが用意された。この時メタルソニックはシャドウと協力し、エッグマンネガの野望を阻止するために戦った。また、現在のメタルソニックの動力としてカオスエメラルドが使われており（初登場の『ソニックCD』ではオルゴン融合エンジンで動いていた）、正式にカオスコントロールも使えることが判明した。シナリオラストでは、シャドウを救うため、自らの体を破壊し、動力であるカオスエメラルドを手渡す一面を見せた（これで各シナリオで6つしかないはずのカオスエメラルドでイフリートの封印を解いた訳が明らかになった）。
エッグマンたちが再び、マリオとソニックたちに負けたことを知ると悔しがるなど、主人である彼を信頼している節があり、エッグマンも『ソニックヒーローズ』や『ソニック フリーライダーズ』などで勝手な行動を取ったメタルソニックを廃棄処分せず、改造や改良を続けている所を見ると、他のメカとは違う感情を持っている節があり、「自分の最高傑作」と豪語しており、『チームソニックレーシング』でもソニックに敗北しても「言い訳する連中よりはマシか」と許されるなど大事にされ、キューボットから嫉妬されている。
『ソニックアドベンチャー』ではミスティックルーインにあるエッグマンの秘密基地内で、カプセルの中で飾られているのを見られるだけだったが、『DX』では全エムブレムを集めることでタイムアタック専用の隠れキャラ（ソニックのコスチュームチェンジのような物）として操作可能になった。『ソニックアドベンチャー2』では2P対戦専用のボーナスキャラとして登場し、『大乱闘スマッシュブラザーズX』ではシールとして登場した。
『ソニック ジェネレーションズ』ではクラシック時代のメタルソニックがライバルとして登場し、クラシックソニックに勝負を挑む。
『マリオ&ソニック AT ロンドンオリンピック』のエピソードモードではワルイージの双眼鏡を壊したため、ワルイージに弁償しろと言われるが勝負に負けても払わず逃げ出す。その後、立体ホログラムで作られた偽者のエッグマンとともにワリオとワルイージに再び勝負を挑むも敗北し、機械を破壊される。その後は登場しなくなったがエッグマンとクッパがソニックたちと和解した後、一緒にオリンピックの開会式に参加していた。前日談である外伝では、打倒ソニックのため、エッグマンのもと、改造しながらトレーニングに励むもうまく行かず、クッパJr.と勝負するも敗北する。その後、改造の失敗がないか確認するため、ワルイージやワリオと勝負し、勝利する。このシナリオで今でもソニックを敵視していることをエッグマンに話しており、エッグマンの命令を忠実に聞くなどオーボットやキューボットとは違い、主人であるエッグマンを敬愛していると思える描写があるが騒がしい彼らに呆れかえることもある。
アメコミでは、第25話にて『ソニックCD』をベースにしたエピソードで初登場したが、原作海外版の誤字により「メカソニック」という名前で登場。この当時のメタルソニックは言葉が話せて、スターダストスピードウェイでソニックと競争していたが、ソニックの超音速によって足が溶けてしまい、たったそれだけで倒されてしまった。だが「ナックルズカオティックス」をベースにしたスペシャル版では、デザインが全く異なるものの復活した。そのためナックルズとカオティックスと戦うが、「パワージェム」により赤いボディと悪魔のような顔立ちになり、巨大化して襲い掛かったが、同じくパワージェムの力によって巨大化したナックルズによって軽く破壊された。第86 - 87話では、パワージェムから残された力を使って更なる違うデザインで復活した（この当時から「メタルソニック」に名前が変更された）。左腕にバスターを装備するようになり、ソニックに復讐するためにテイルスをモビウス山の火山口付近に監禁させ、数多くの罠や攻撃を仕掛けながらソニックに挑戦した。しかし火山の噴火中、お互いを見捨てないことを誓ったソニックとテイルスに対し、力より大切な何かがあることを感じたため、彼らを助けることにした。そしてソニックとテイルスの救出後、自らを犠牲にしてマグマの中に消え去って行った。しかし第146話以降、エッグマンが残していた設計図により、原作同様のデザインとして復活し、ソニックとシャドウに立ち向かうが、159巻ではエッグマンが生み出した人工頭脳A.D.A.M.の計画により、ネオメタルソニックの姿に改造し、大量の量産型を生み出しながらエッグマンに襲い掛かった。この後失敗として全て処理するが、第191話では再び原作同様の姿に復活し、ソニックとスカージに襲い掛かった。さらにスカージを基にした「メタルスカージ」の応援により、両者共ソニックとスカージに襲い掛かるが、スカージが呼び出した応援チームにより呆気なく破壊された。第195話では再び復活し、今度は他の世界（ゾーン）に行けるように特殊なエンジンを搭載したが、ソニックを探すためにエッグマンの命令を即無視してしまい、勝手にアンチモビウスに飛んで行った。そこでソニック、シャドウ、エミー、スカージ、シルバーなどと言ったハリネズミ軍団と戦うが、ソニックの条件により、スカージを倒すために共闘するようになる。しかしスーパー化したスカージを倒す確率はないと決めたメタルソニックは、ソニックを倒すために寝返るが、シャドウのカオスコントロールで違う世界へ飛ばされる。その後、アメコミ版ソニックXの最終話である第40話では、シャドウと供にソニックXの世界に飛ばされ、一時ソニックX版のエッグマンに向かうが（ただし、こちらのエッグマンはメタルソニックのことを全く知らず、メタルソニック自身もこちらのエッグマンは別人であることに気付いていない）、再びシャドウのカオスコントロールで別の世界に飛ばされる。最後にソニックXの連載終了後に開始された新連載『ソニックユニバース』の第1話では、ブレイズの世界に飛ばされ、そこでシャドウとブレイズに襲い掛かる。しかし元々シャドウがメタルソニックに接触したのは、同じ「生きた兵器」として生き残らせ、彼を改心させるつもりで供に行動しようとのことだったが、自分の任務を徹底的に遂行せよと拒否し、最後にはマリンの大砲によって破壊されてしまう。
ネオメタルソニック
- 声優：金丸淳一

『ソニックヒーローズ』で登場した、AIチップの高性能化によって、自我が肥大化してしまい暴走し、自身を改造したメタルソニック。主人であるエッグマンを不要と見なし幽閉して彼に成り済まし、自らの更なる強化のためにソニックに挑戦状を送り付けたり、シャドウから究極生命体の情報、チャオやカエル君を介してカオスの能力をコピーしたり、エッグマン艦隊を率いたりと影で暗躍し続けた。終盤では凶悪な機械の竜のような姿の「メタルマッドネス」、そして更なるパワーアップを遂げた「メタルオーバーロード」と化し、自身が万物の王となってエッグマン軍団と全ての生物の支配を目論んだが、ソニックヒーローズの活躍によりその野望は砕かれた。この時は、カオスの能力である液体化を使用したり、カオスコントロールなどの新たな能力も体得していた。
『ソニック × シャドウジェネレーションズ』ではメタルオーバーロードの姿で再登場し、シャドウに戦いを挑む。
メタルソニック3.0
- 声優：なし

『ソニック ライバルズ2』に登場した、エッグマンネガが製作したソニック型ロボット。形状はメタルソニックによく似ているが、カラーリングが異なり、黒地に黄をペイントしたようなデザインである。特殊能力は『コピー』であるが、メタルソニックで戦う場合は、双方とも『ソニックブーム』が発動する。原動力がカオスエメラルドではないため、総合能力はオリジナルのメタルソニックに劣り、最終的にシャドウチームもしくはシルバーチームに敗北する。
クラシックメタルソニック
- 声優：なし

『ソニック ジェネレーションズ』に登場した、過去世界のメタルソニック。白の時空ではクラシックのみでモダンバージョンは登場せず、モダンは青の冒険でフィギュアとして登場している。言葉は話すがテキストのみで、声の付いた台詞はない。カオスエメラルドをかけてクラシックソニックと対決する。
ギガメタルソニック（メタルソニック改）
- 声優：なし

『ソニック マニア』に登場。ファントムルビーの力によって変身、巨大化したメタルソニック。『カオティクス』にて登場したメタルソニック改に形状が似ている。
オーボット
- 声優：岩田光央

『ソニックカラーズ』で初登場した、エッグマンが暇つぶしに作った側近ロボットの一体で、突っ込み役。赤い球体状で変形するとボールのようになる。エッグマンの部下だが本心では人使いが荒いエッグマンのことを嫌っている。そのため度々エッグマンに対して余計なことを言っては怒らせてしまう。呆れたりすると度々寝転がるようなポーズをとるなどさぼり癖があるが、命令には基本的には忠実でしっかり者。そのため呆れながらもエッグマンの側に最後まで付き添っていた。エッグマンのことは「ボス」と呼んでいる。『ソニックワールドアドベンチャー』ではデザインや性格が非常によく似ている白いロボットが登場しているが関係は不明。『ソニックジェネレーションズ』にも回想シーンで登場、タイムイーターに魅せられたエッグマンによって宇宙に置いてきぼりにされた場面が描かれている。『マリオ&ソニック AT ロンドンオリンピック』におけるロンドンフェスタではミニゲームやハテナシールのお邪魔キャラとして再登場しており、パトロールとして活動しているらしいがジェットいわく「あんなやつらに捕まるのは相当なマヌケぐらいだ」と馬鹿にされており、キノピオも彼らが失敗しないか心配していた。なお、同じエッグマンの手下であるメタルソニックとは既に顔見知りでプレイヤーがメタルソニックに話しかけると代わりに話してくれる。エピソードモードではエッグマンとともにメタルソニックの改造している最中、ワリオにワリオカンパニーの雑用として一生タダ働きにされそうになり、エッグマンもメタルソニックの改造の成果を見るためにその条件をのむが、勝利したことで無しになった。ほとんどの者に対して丁寧語を使っている。相変わらず一言多く余計なことを言うがクビになりそうになると困ったり、エッグマンの口のうまさを見習おうと思うなどキューボットに比べれば、忠誠心はある。3DS版ではキューボットとともに審判として活躍している。
キューボットと共に、アニメ版『ソニックX』でエッグマンの配下として登場したロボット・デコーとボコーに相当するキャラクターとして制作された。
キューボット
- 声優：高木渉

『ソニックカラーズ』で初登場した、エッグマンが暇つぶしに作った側近ロボットの一体で、ボケ役。変形すると黄色いキューブ状になる。エッグマンに強く言われないとなかなか動かない怠け者で、のんびりしたところがあるがエッグマンのことは尊敬している。しかし時折、雑用をやらされていることに愚痴ったり、悪意がないとはいえオーボットとは別の意味で悪口を言ってエッグマンを怒らせたり、ソニックばかり相手にしているエッグマンに焼きもちを焼いて「ソニックに計画を台無しにしてもらう」と発言するなど、エッグマンを敬愛しているだけでそれ以外はオーボットとあまり変わらない。声の設定をチップなどで変更することが可能であるが、これは元々の設定である「オヤジギャグ」（言葉に一々オヤジギャグを挟みながらしゃべる）をエッグマンが嫌がり、変更されたものである。劇中ではニンジャに始まり、相撲取り、オネエ声と変更され、一度は元に戻るが最後はラップを口ずさむようになった。そのため口調や一人称、エッグマンの呼称などが一定していない。『ソニックジェネレーションズ』にも回想シーンで登場、タイムイーターに魅せられたエッグマンによって宇宙に置いてきぼりにされた場面が描かれている。『マリオ&ソニック AT ロンドンオリンピック』におけるロンドンフェスタでは、ミニゲームやハテナシールのお邪魔キャラとして再登場している。この作品でも彼のボケっぷりは顕在しており、子供っぽい口調の設定になっており、一人称は「ボク」でエッグマンを「ボス」と呼んでいるが丁寧語はまったく使っておらず、エピソードモードでは事あるごとにエッグマンの悪口を言ったり、クビになるかもしれないと聞くと喜んだり、挙句の果てに霧の壷の力でエッグマンの偽者を作り、やっつけようと企むなど『ソニックカラーズ』とは違い、オーボット以上にエッグマンを嫌っていると思える描写が増えている。
メタルナックルズ
- 声優：なし

『ソニックR』、『ソニックスーパースターズ』に登場した、ナックルズをモデルにエッグマンが開発したロボット。メタルソニックの動力装置を流用しているため抜群の最高速度と加速力を誇り、ナックルズ同様高所から滑空することもできる。
メタルテイルス
- 声優：なし

『ソニックスーパースターズ』に登場した、テイルスをモデルに開発されたロボット。
メタルエミー
- 声優：なし

『ソニックスーパースターズ』に登場した、エミーをモデルに開発されたロボット。
ZERO（E-100 "α"）
- 声優：なし

『ソニックアドベンチャー』で登場した、エッグマンに作られたE-100シリーズのプロトタイプ。エッグマン製のロボットとしては珍しく内部に動物を収容しておらず、電子頭脳で駆動している。AIの性能が低く、単純な行動しかできないが、非常に堅い装甲で身を包んでおり、攻撃しても吹き飛ぶだけでダメージを与えられない。エミーが保護している小鳥を捕獲する任務を負っている。
ベータ（E-101 "β"）
- 声優：なし

『ソニックアドベンチャー』で登場したE-100シリーズの1番機であり、ガンマの同型機。エッグキャリア乗船権をかけてガンマと戦う。後にエッグマンによって改造され、「E-101改」としてガンマと対決する。
デルタ（E-103 "δ"）、イプシロン（E-104 "ε"）、ゼータ（E-105 "ζ"）
- 声優：なし

『ソニックアドベンチャー』で登場したガンマの同型機たち。ガンマと共にカエルくんの捕獲の任務を担当したものの、全く違うカエルを捕獲したため、エッグマンによりお払い箱にされてしまう。その後、各々改造された状態でガンマと対決する。
エッグキーパー
- 声優：なし

『ソニックアドベンチャー』に登場した量産型Eシリーズロボット。
E-01
- 声優：なし

『ソニックアドベンチャー2』に登場したEシリーズロボットのプロトタイプ。
E-1000
- 声優：なし

『ソニックアドベンチャー2』に登場した、ガンマをモデルとした量産型Eシリーズロボット。
ファイ（E-121 "Φ"）
- 声優：なし

『ソニックバトル』で登場した、エメルを基にエッグマンが作ったE-100シリーズロボット。見た目はエメルの色違いである。エメラルドのカケラを動力にして動いている。
E-2000
- 声優：なし

『ソニックヒーローズ』で登場した、赤い人型E-シリーズロボット。金色のE-2000Rもいる。
シャドウアンドロイド
- 声優：なし

シャドウをモデルに作られたアンドロイドで、追尾ミサイルやホーミングアタックで攻撃してくる。ストーリールートによっては、シャドウが自分自身をアンドロイドと思い込む。
E-10000シリーズ
- 声優：なし

『ソニックライダーズ』にて登場した、エッグマンが作業用ロボを改造して開発したエクストリームギア操縦用ロボット。赤いE-10000R、緑色のE-10000G、青いE-10000B、黄色のE-10000Y、桃色のE-10000P、橙色E-10000Oの6体がいる。
SCR-HD
- 声優：なし

『ソニックライダーズ シューティングスターストーリー』にて登場した、エッグマンが経営を行っていたメテオテック社で開発したSCRシリーズセキュリティーロボット。全ての星の聖櫃の力を手に入れた事でマスターコア ABISに変貌する。
マスターコア ABIS
SCR-HDが全ての星の聖櫃を手に入れ、暴走した姿。表向きメテオテック社の商品だが、実際はマスターユニットの力を利用して、エッグマンランド建設に使用される目的で開発された。しかし、マスターユニットに組み込まれた不正プログラムによりロボットが暴走、エッグマンでも制御できなくなったことから劇中の事件が発生することとなる。ロボットたちはプログラムに従い、各地に散らばる星の聖櫃を集め始める。エッグマンはソニックたち、事件のことを聞かれた際、ある程度のことは話したがクリムゾンタワーから電波を送っていることは言わず、ソニックたちが去った後、ストームが運良くロボットから2つの星の聖櫃を回収したことを知り、ジェットたちが油断している隙に奪い、星の聖櫃の引き寄せあう力を利用し、暴走するロボットを完全に制御しようと企むがソニックとジェットに阻止され、マスターユニットが外されたため、プログラムが解除された。しかし、バビロンガーデンに発生した強力な電磁波により、プログラムが強制実行されたエービスがウェーブから全ての星の聖櫃を奪い、強大なブラックホールを生み出し、世界を飲み込もうとした（バビロン一族はこの力を制御できなかったため、ギガンテックロックスに封印した）。エンジンルームのコアユニットを外そうとしたソニックとジェットたちの前に立ちはだかるがソニックたちによって倒された。
SCR-GP
- 声優：なし

『ソニックライダーズ シューティングスターストーリー』にて登場した、エッグマンがメテオテック社で開発したSCRシリーズセキュリティーロボット。
ハードボイルドヘビーズ
『ソニックマニア』に登場。Dr.エッグマンによって作られた5体のエッグロボ。エッグマンの命令に忠実だったが、発掘したファントムルビーの影響で姿が大きく変わり、ソニックたちに襲いかかる。

### その他の悪役キャラクター
ファング（ファング・ザ・スナイパー / ファング・ザ・ハンター）
- 声優：なし

ゲームギア（GG）の『ソニック&テイルス2』&『ソニック ドリフト2』に登場した、オオカミとトビネズミのハーフ。亜空間に住むトレジャーハンター。性格はズル賢く、コソコソと立ち回りカオスエメラルドを狙おうとしている。戦いにはコルク栓を発射するピストルを用いる。空飛ぶ小型バイク「マーベラスクイーン」を所有している。出演はGG作品が主で、その後も『ソニック・ザ・ファイターズ』など、外伝的な作品にしか登場しておらず、海外ではセガサターンで発売される予定だった『ソニックエクストリーム』にボスキャラとして登場するはずだったが、ゲームの発売中止と共に取り消された。それから長い間登場することは無かったが、2023年発売の『ソニック スーパースターズ』では久々に登場。同作では種族が純粋なトビネズミに変更され、指名手配犯ゆえに頻繁に名前を変えている事も明かされた。なお、欧米ではNack the Weasel（ナック・ザ・ウィーゼル）という名前がついている。
アメコミ版ではスペシャルコミック『ソニック&テイルス2』に初登場し、それ以降から悪役として活躍している。こちらではトレジャーハンターではなく賞金稼ぎとして活動し、一度はエッグマン側にいたが、現在はマンモス・モギュール側で傭兵としている。ニックという妹がいるが、彼とは違って悪役側ではない。そのため、マイティーとレイ、さらにフィオナとは知り合い同士。
イギリス版コミックでは『カオティクス』に初登場し、カオティクス側のメンバーとしてソニックたちが率いるフリーダムファイターズやナックルズと一緒にDr.ロボトニックに戦いを挑んでいたが、宝を奪おうとして行為もあって、カオティクスのメンバーとナックルズの手によって刑務所に閉じ込められていたが、その後、刑務所を脱走し、Dr.ロボトニック側の部下となっている。
バイオリザード
- 声優：なし

『ソニックアドベンチャー2』に登場した、「プロジェクト・シャドウ」の過程で誕生した、巨大なトカゲの姿をした究極生命体のプロトタイプ。凶暴かつ生命維持装置が無ければ生存できない失敗作で、ジェラルドによって封印されていた。後ろ足と目が存在せず、本来目に当たる部分にはパイプが通っている。表皮は攻撃を全く受け付けないが、背中の生命維持装置のみダメージが通る。
Dr.エッグマンネガ
- 声優：大塚周夫

『ソニックラッシュ』で初登場した、Dr.エッグマンと瓜二つの風貌をした謎の人物。年齢不詳。エッグマンに比べ、しゃべり方は紳士的で丁寧だが目的のためなら世界を滅ぼすことも厭わない狡猾で冷徹なところがある。そのため、悪役としての威厳はこちらのほうが高く科学力もエッグマンに勝るとも劣らないが、エッグマンと似ているだけに自分がピンチに陥っても冷静に（呑気に）能書きをたれるなど、抜けている一面もある。また、エッグマンよりも笑い声が甲高く下品。『ソニックラッシュシリーズ』ではエッグマンと協力しているが、『ソニックラッシュアドベンチャー』でソニックとブレイズたちを始末するために惑星破壊光線のスイッチを押し、惑星ごとソニックたちを消そうとしたため、あまりの冷酷さにエッグマンすら焦りを見せた。『ソニック ライバルズシリーズ』では下記の経緯から彼を排除しようとしたため、エッグマンと敵対している。
『ソニックラッシュ シリーズ』では、ブレイズのいた世界（異世界）からやってきたため、当初は並行世界のエッグマンと思われたが『ソニックライバルズ シリーズ』ではシルバーのいた時代からソニックの時代に現れ（『ソニック・ザ・ヘッジホッグ (2006)』において、ブレイズはシルバーとともに未来世界で戦っている設定であったため、何らかの関連をにおわせる）、『ソニックライバルズ』のシャドウシナリオにおいてエッグマンネガが変装を解いた際、エッグマンにそっくりな風貌を見てシャドウがうろたえたため、「私がエッグマンの子孫だからですよ」と返したことで、実はエッグマンの血筋を引く者であることが判明した。『ソニック ライバルズシリーズ』では、実は先祖のエッグマンを憎んでおり、世界の人々に自分の才能を認められないのが全てエッグマンの失態が原因で大きな損害を受けていると思い込み、彼を逆恨みし、彼をカードに閉じ込め、ソニックの仲間を世界をカード化するためのエネルギーに変換させようとするなどエッグマンを上回る悪役ぶりを発揮した（エッグマンいわく自分の狡猾さを受け継いでいるとのこと）が、自分の機械の制御ができなくなり、自分自身がカードにされ、シルバーに捕まった。『ソニック ライバルズ2』では、次元の扉を開き、異次元世界から炎の魔物イフリートを呼び出そうとしていたが、ソニックとテイルスの活躍でチャオたちは既に脱出し、エッグマンの指示で行動したシャドウとメタルソニックによって次元の扉は閉まり始め、異次元まで追いかけてきたシルバーとエスピオによりイフリートともども倒され、野望を打ち砕かれる。エッグマンネガは脚が瓦礫の下敷きになり身動きが取れなくなり、シルバーとエスピオに助けを求めるが、彼らがエッグマンネガを許すはずもなく、エスピオに「自業自得だ」と切り捨てられる。そのままシルバーとエスピオたちは異次元から脱出するが、エッグマンネガは異次元世界に取り残され、次元の扉は閉じられる。『マリオ&ソニック AT バンクーバーオリンピック』では、ライバルキャラクターとして参戦し、DS『マリオ&ソニック AT バンクーバーオリンピック』のアドベンチャーツアーでも悪役として登場しているが『ソニック ライバルズシリーズ』でエッグマンと対立していたため、手を組んでいたかは不明。ソニックたちに負けると逃げ出す（場合によっては逃げるために雪のようせいのキュビを冷たい湖に投げるなどクッパやエッグマンでもやらない卑劣な行為を見せる）。エッグマンネガのボイスはエッグマンのボイスと同じだが、DS『マリオ&ソニック AT バンクーバーオリンピック』では初めて専用ボイスが追加されており、口調も丁寧で声も甲高くなっている。Wii版では、一部除いてはエッグマンと同じであり、動きもエッグマンと同じ（ただし、データには専用ボイスが収録されている）。日本国外の『ソニックライバルズ シリーズ』では甲高い声だったが『マリオ&ソニック AT バンクーバーオリンピック』では、エッグマンの声より低くなっていた。ただし、続編の『マリオ&ソニック AT ロンドンオリンピック』では、さらに甲高い声になっており、動きやボイス、必殺技もエッグマンとは完全に異なっており、Wii版『マリオ&ソニック AT バンクーバーオリンピック』で使用される予定だったボイスも使われている。Wii版ではフェンシングの競技に参加しており、自分を「ナイト」と自称している。3DS版のエピソードモードでは久々にエッグマンと手を組んでいるらしく（しかし仲は良くないらしい）、エッグマンがワリオからもらった壷の秘密を教えてもらうという条件で機械の番人をしており、オリンピックに関してはエッグマンたちが何をしようとどうでもいいと思っている。マリオとソニックたちに勝負に勝ったら機械の場所を案内するというが、彼が素直に言うはずがなく、敗北後に煙玉を出し逃げ出した。『マリオ&ソニック AT ソチオリンピック』ではヒーローたちに成り代わってレジェンドトロフィーを手に入れるため、ほねクッパとルージュを唆し、マリオとソニックたちの前に立ちはだかる。今まではライバルキャラクターとしての登場だったが、『マリオ&ソニック AT リオオリンピック』では3DS版で初めてプレイヤーキャラクターとなった。『マリオ&ソニック AT 東京2020オリンピック』を最後にシリーズには登場していない。
イフリート
- 声優：無し

『ソニックライバルズ2』に登場した異次元世界の炎の魔物。ソニックとテイルスの活躍でチャオたちはすでに脱出し、シャドウとメタルソニックによって次元の扉は閉まり始め、異次元まで追いかけてきたシルバーとエスピオによりエッグマンネガともども倒される。
ブラックドゥーム
- 声優：大友龍三郎

ブラックアームズを統率する指導者、不老不死の生命力を持つ。足がなく常に宙に浮いており、古代の民族の装飾品のようなものを身にまとっている。ブラックアームズの戦闘員は皆ブラックドゥームの血をひいており、ゆえに戦闘員たちをマインドコントロールすることが可能である。『シャドウ・ザ・ヘッジホッグ』では、ブラックアームズの血をひくシャドウもマインドコントロールされかけたが、強い信念で克服した。シャドウの得意とする能力"カオスコントロール"もブラックドゥーム譲りの力である。50年前にスペースコロニー・アークに到来し、Pr.ジェラルドとある契約を交わし地球を占拠する計画を企てていた。最終的にはデビルドゥームに変身し、スーパーシャドウに戦いを挑むが惨敗。残ったブラック彗星もスーパーシャドウのカオスコントロールで大気圏外まで転移され、エクリプスキャノンで粉々に破壊され、破片となった。
『ソニック × シャドウジェネレーション』ではタイムイーターの影響で復活し、シャドウにドゥームパワーを与えてマインドコントロールを図る。
ドゥームズアイ
- 声優：大友龍三郎

ブラックドゥームの第3の目。目の周りに6本の触手のようなものがついており、ヒトデのような姿をしている。肉体とは別の行動ができるため、主に遠隔地の偵察や監視を行う。また、肉体の映像を映し出すこともできる。実はブラックドゥームはドゥームのアイの方が本当の本体であり、肉体はただのエネルギー源にすぎない。
ドゥームのアイがブラックドゥームと一つになることで、真の姿であるデビルドゥームとなる。
デビルドゥーム
- 声優：大友龍三郎

翼を持った巨大な怪物。
その正体はブラックドゥームとドゥームのアイが一体化した真の姿である。最終的にはスーパーシャドウに戦いを挑むが惨敗。残ったブラック彗星もスーパーシャドウのカオスコントロールで大気圏外まで転移され、エクリプスキャノンで粉々に破壊され、破片となった。
メフィレス
- 声優：坂詰貴之

『ソニック・ザ・ヘッジホッグ（2006年）』に登場したシャドウとそっくりな姿をした謎のハリネズミ。ただし、シャドウと違って赤毛ではなく黒ずんだ青色の体色が混じっており、瞳孔も細長い。後に禍々しい容貌の戦闘形態に変貌し、特に針は結晶のようになり、眼球も真っ赤になる。一人称は「僕（ボク）」。キングダムバレーでルージュとエッグマンの間で取り合いになって壊れたソレアナ公国の秘宝『闇の帳』の中から現れ、「君には借りがある」とシャドウに告げると、シャドウとルージュを200年以上未来の世界に飛ばした。さらに、イブリースを滅ぼす手段を欲しがっていたシルバーとブレイズの前に現れて、「青いハリネズミがイブリースを目覚めさせた」と騙し、現代にシルバーを送りソニックを抹殺するようそそのかす。
その正体は、10年前の事故で分裂したソラリスの片割れ（ソラリスの「意思」）であり、元々は黒い液体のような姿だった。行動の目的はイブリースと融合することである。皮肉にも、『闇の帳』にメフィレスを封印したのは未来世界から帰還した後のシャドウで、メフィレスがシャドウそっくりなのは封印が解けた際にシャドウの影をコピーしたため。そのため、10年前と違いシャドウの力もプラスされている。未来で封印されたシャドウの姿を見せ、シャドウを挑発して自分の意のままにしようとするも逆に怒らせ、シャドウとの最終対決で両手首のリミッターを外したシャドウのカオスブラストに大量の分身ごと吹き飛ばされた。
その後カオスエメラルドを入手し、イブリースの封印を解くためにエリスと一緒にいたソニックを殺害するという悪事を見せつける。エリスに涙を流させ、イブリースの封印を解き融合する。最終的にはソニック達によりソラリスに関する事象が一切無かった事になったことにされたため、存在が消滅した。
『ソニック × シャドウジェネレーション』ではタイムイーターの影響で復活を果たす。上記の経緯からシャドウに存在を忘れられており、自分の存在する時空を取り戻すためにシャドウに戦いを挑む。
イブリース
- 声優：無し

シルバーがいる未来世界で猛威を振るう「厄災の炎」。何度倒しても別のところで再び蘇り、未来世界を荒廃させていた。
その正体はソニックたちの時代から10年前、ソレアナ公国で行われていたソラリスを使った新エネルギーの実験の失敗で分裂したソラリスの片割れ（ソラリスの「力」）。実験の主導をしていたソレアナ公によりその場に居合わせた娘のエリスの体内に封印されていた。エリスが感情を昂ぶらせて涙を流すと封印が解けてしまうため、エリスは理由も知らず泣きたくても泣けない生活を余儀なくされていた。
ひょんな巡り合わせからシャドウに連れられ10年前の事故を目撃しに行き、自分がメフィレスに騙されていたことと、イブリースを封じる方法を知ったシルバーがソニックのエリス救出に加勢した後、未来世界に戻りブレイズにイブリースを封じようとするが非情になりきれず、結局、ブレイズ自身が自らの中にイブリースを封じて時空の狭間に飛ばされることによって消滅させることとなった。しかし、メフィレスがエリスの封印を解いたことによってソラリスが復活し、時空が消失してしまう。最終的にはソニックたちがソラリスの意思を止めたため、イブリースに関連する事象は一切無かったことになったため、ブレイズの自己犠牲も無かったことになった。
ソラリス
- 声優：無し

「永遠の太陽」を意味するソレアナ公国の秘宝とされる超次元生命体。本来の姿は灯明に燃える小さな白い炎。時空を歪めたり消失させるほどの力を持ち、その力で亡くなった人を蘇らせることもできる。10年前、ソレアナ公はこの力を利用しようと研究をしていたが、実験中にソラリスが暴走し、ソレアナ公を含め多くの犠牲者が出た（これが後に「炎の災厄」と呼ばれる事件である）。その際、ソラリスはイブリースとメフィレスに分裂し、イブリースはソレアナ公によってエリスに、メフィレスは10年後から来たシャドウによって「闇の帳」に封印された。故に、メフィレスはイブリースと融合するべくカオスエメラルドとイブリースを欲しがっていた。最後は神々しい天使のような姿の超次元生命体としてスーパー化したソニック、シャドウ、シルバーに立ちはだかるが、時空が消失した世界でソラリスが存在できる核である「意志」を破壊され、本来の種火の姿に戻り、最期はエリスによって吹き消された。結果、これまでソラリスに関連した全ての出来事（メフィレスの行動、未来世界のイブリースの暴走、ソニックたちの冒険）は歴史改変により、なかったことにされた。
イレイザー・ジン
- 声優：江原正士

アラビアンナイトの世界を刈り取り、刈り取った力で世界を支配しようと企む魔人。常に巨大な剃刀を装備している。本の世界を刈り取っているだけあって、その魔力はかなりのもの（ソロモン王（声 - 平野正人）曰く「まさに神の如し」）。アラビアンナイトの世界に、新たに書き込まれた「7つの世界リング」の存在。その世界リングを我が者にしようと、ソニックの行く先で様々な暗躍をする。
その正体は『アラジンと魔法のランプ』に出てくるランプの精。かつて悪事を働いたため、大勢の人々の願いを叶えるまでその束縛から永遠に逃れられない宿命を持つ。そんな自分の宿命を呪い恨むようになり、使命を果たして自由を得てから、その憎しみが爆発してしまう。
自身の拠点にてソニックと一体一の決闘に挑むが敗れ、世界リングの扉の奥に逃げ込んで世界リングの力を取り込むため、ソニックを生け贄として殺そうとする。しかしソニックを庇ってシャーラが死亡し、本来の生け贄であるソニックが生き残ったため世界リングが暴走を起こし、異形の怪物「アルフ・ライラ・ワ・ライラ」と化してしまう。最後は同じく世界リングの力を取り込んだ「ダークスパインソニック」に倒され元に戻り、シャーラがソニックに託した自身のランプの力で「シャーラの復活」「アラビアンナイトの修復」という願いを叶えさせられ、三つ目の願いで「お前は今まで通りランプの中で過ごせ」と命令され、ランプの中に封印される。ランプはその後、ソニックによってイビルファウンドリーの溶鉱炉の中に捨てられた。『大乱闘スマッシュブラザーズX』ではシールとして登場した。
アルフ・ライラ・ワ・ライラ
- 声優：江原正士

イレイザー・ジンが世界リングで変貌した姿。ソニックが生け贄にならなかったため不完全な化け物になり、その姿はおぞましいものになっている。ダークスパインソニックに倒され、元に戻る。名前の意味は「千夜一夜」。
ウィスカー船長
- 声優：ふくまつ進紗

海賊のボス。エッグマンが作り出したロボット。抜けたところが多くどこか憎めない。短気なのですぐにカッとなるが、機械なのでそのたびに蒸気が噴出し、怒りすぎるとあやうく燃えそうになる。ヒゲが自慢。エッグマンの命令で「宝玉の杖」と呼ばれる宝を探していた。その杖を巡ってソニック、ブレイズたちと対立することになる。戦闘ではジョニーとタッグを組んで戦う。彼が最後、どうなったかは不明だが、ブレイズによると「海に沈んだ」らしい。
ジョニー
- 声優：根本幸多

競争が大好きなスピード狂の海賊。ウィスカー同様エッグマン製。ソニックをライバル視し、ことあるごとにレースを挑んでくる。スピードには絶対の自信があり、「プリンスオブスピード」や「電光石火のジョニー様」など、自称の通り名をたくさん持っている。所々の海域でソニックとレース勝負を挑んでくる。戦闘ではウィスカーとタッグを組んで戦う。
ダークガイア
- 声優：無し

星のコアに眠る巨大な獣で、その体は巨大な化け物。ソニックたちが住む星「地球」のコアで長い年月をかけて成長し、数万年置きに目覚めて地球を破壊する。Dr.エッグマンの策略によって目覚めるが、強引に起こされたため身体が世界中に四散する。そのエネルギー「ダークガイアフォース」は強い光に弱いため夜になると活性化し、人の心の奥底の悪い部分に影響を与えるという。事実、幾人かの人がダークガイアフォースのせいで夜になると気性や性格が昼間と全く違う、という現象が起きた。ソニックの場合は心に裏表が無かったため、ダークガイアフォースの影響は身体的な物となって現れ、夜になると自慢の脚の速さを失う代わりに腕力、鋭い爪、伸びる腕を持った『ウェアホッグ』に変身するようになった。ソニックもダークガイアフォースをエッグマンに注入されていたため、最後にダークガイアが完全体になるためにウェアホッグから最後のダークガイアフォースを吸い取ってソニックを元の姿に強制的に戻してしまった。完全体になったため、エッグマンの手におえず、暴れ始めるがチップとソニックの活躍により、スーパーソニックにトドメを刺され、チップと共に再び眠りにつく。
アーサー王
- 声優：柴田秀勝

名君と称された王。ニミュエに授かったエクスカリバーの鞘が持つ不老不死の力に心を蝕まれ、自分の王国に黄泉の軍団を呼び寄せたとされたが、実はその多くがマリーナが仕組んだことだった。彼自身もマリーナの祖父マーリンが永遠不変の王国を作るために作った幻であり、ソニックによって倒された後、黄泉の軍団と同じように黒い霧となって消え失せた（エクスカリバーの鞘を持っているのに、その剣を持っていなかったのはそのため）。マリーナ曰く「祖父の失敗作」。
魔導師マリーナ
- 声優：能登麻美子

アーサー王物語の世界にソニックを召喚した人物。偉大な魔術師マーリンの孫娘で宮廷魔術師。可憐な姿と誰に対しても丁寧口調なため、一見すれば、人畜無害で穏やかな性格である。ソニックを召喚した表向きの理由はソニックに自分たちの世界を救ってもらうため、と言っていたが、実はソニックを利用してアーサー王が持つエクスカリバーの鞘を奪い、その力を使って歴史を変え世界を黄泉の世界に引きずり込み永久不変の王国を作るのが目的であった。王国を襲った災厄もほとんどが彼女のせいであり、また、彼女を危険な存在と認識されたアーサー王から命を狙われていた。他人の気持ちを考えず一方的に自身の悲しみや考えを押し付ける形で民を傷付ける。物語の終盤で物語の真相を話し、「黄泉の女王」となってソニックに立ちはだかりソニックを圧倒するが、聖なる光を取り戻して力を得たエクスカリバーソニックに撃破され、力を失った後、「花は滅びがあるから美しい」とソニックに説得されて、物語そのままの結末を受け入れた。
黄泉の女王
- 声優：能登麻美子

魔導師マリーナが変化した姿。『エクスカリバーソニック』に撃破され力を失う。
ノウェム
4000年前にナックルズ族と対立していたノクターン族の長。その戦闘技術はナックルズ族をも上回り、世界を支配していた。
ノクターン族を含むエキドゥナ族はナックルズ族の長、パチャカマがパーフェクトカオスの怒りを買ったため絶滅したと思われていたがノクターン族は異次元空間「トワイライトスペース」に追放されていた。ノクターン族はトワイライトスペースに追放されたが、今度はトワイライトスペースに住む民族を支配してしまった。強大な力を持ったノウェムは「元の世界に戻るため」と偽って、戦闘軍団「マローダー」を作り、カオスエメラルドを奪い世界征服を企んでいた。しかしシェイドがソニックたちと手を組み、トワイライトスペースに住む民族に渡したカオスエメラルドは取り返され、ソニックたちはノクターンに突入。その後、ノウェムはマスターエメラルドの力を吸収してソニックたちを倒そうとするが、スーパーソニックに破れる。
ソニックバトルの「エメル」ことギゾイドを作ったのはノクターン族である。また、4000年前のノクターン族が生きているのはトワイライトスペースと普通の世界では時間進行が違うため。
タイムイーター
『ソニック ジェネレーションズ』に登場。ソニックの誕生パーティに突如出現し、ソニックの仲間たちを各世界へとバラバラに飛ばしてしまった謎のバケモノ。タイムイーターの出現や存在そのものは時の流れを乱し、やがては世界の消滅を招くなど極めて危険である。元々はエッグマンが『ソニックカラーズ』での戦いの後、宇宙を漂流した果てでタイムイーターの誕生に出くわしたことに端を発する。やがてタイムイーターの「時空を消す能力」を突き止めたエッグマンが、自身の敗北の歴史を塗り替えるという目的のため、このタイムイーターを生物兵器として改造し、利用したことが発覚する。完全制御を達成するためエッグマンがクラシックエッグマンを呼び寄せ、彼と手を組んだことで真の完成を見る。当初は変幻自在の攻撃に2人のソニックをも寄せ付けない強さを誇ったが、2人がスーパー化したことで逆転され倒された。
『シャドウ ジェネレーションズ』では『ソニック ジェネレーションズ』と同時期にスペースコロニー・アークに単独で調査していたシャドウも巻き込んでおり、シャドウがかつて倒した敵たちが復活する要因を作っている。
インフィニット
- 声優：近藤隆

『ソニックフォース』に登場。エッグマンによってソニックへの憎しみを詰め込んで作られた究極兵器。一人称は「俺」。性格は冷酷で好戦的な戦闘狂。エッグマン以外の他者を「ゴミ」呼ばわりし相手にする価値もないと切り捨て、支配者であるエッグマンに対しても（言葉は丁寧だが）挑発的な態度を取る。無料DLC「シャドウストーリー」および、webコミック『RISE OF INFINITE 〜無限の萌芽〜』で彼の素顔や来歴が明かされた。本来は右目に傷を負ったジャッカルのような姿をしており、左の瞳が金色、右の瞳が青色のオッドアイである。DLC「シャドウストーリー」では、本編の数か月前に研究所を襲撃しにきたシャドウと邂逅しており、当時は研究所の守りを任されていたが、シャドウらによって部下たちは壊滅、自身もシャドウに一方的にやられてしまい、その上雑魚呼ばわりされ歯牙にもかけられなかったことからプライドをへし折れられ、病的に力に執着するようになる。その後彼はファントムルビーの力を身に着け、弱い自分を捨てるために仮面を被り「インフィニット」と名乗るようになった。
ソニックとアバターに対決し彼らを3回戦うが、敗北で終わる。3回敗北後も戦い続けている。その後は生死不明。

## その他のキャラクター
この項目は、ソニックシリーズにおいてゲスト的に登場したキャラクター、非戦闘要員、過去のシリーズで登場していたキャラクターを記載する。

### その他の登場人物
ソニックシリーズに2度以上登場してはいるが、ヒーロー、ダーク、悪役といった分類が不適当なキャラクターを記載する。
Pr.ジェラルド（ジェラルド・ロボトニック）
- 声優：大塚周夫→中村浩太郎（ソニック × シャドウ ジェネレーションズ）

DCの『ソニックアドベンチャー2』に初登場。Dr.エッグマンの祖父で、外見はエッグマンがそのまま年を取っただけと言っていいほど彼に似ている（演者も全てのメディアでエッグマンと同じ）。ただし、容姿は作品により差異がある。身長170cm、体重88Kg（いずれもアニメ『ソニックX』のアイキャッチより）。当時世界最高の頭脳を持つ科学者と謳われ、巨大なスペースコロニー『アーク』を代表する数々の作品を生み出した。先天性免疫不全症候群のマリアを孫娘に持つ。とても温厚で優しく、誰もがPr.ジェラルドのような科学者になりたいと思っていた（孫のエッグマンもその一人）。自分の頭脳を駆使した発明品でこの星に住む全ての人々を幸せにしたいという想いを持っていた。
50年前、スペースコロニー・アークで行われていた「プロジェクトシャドウ」のさなか、Pr.ジェラルドの元へ周期彗星「ブラック彗星」よりブラックドゥームが到来。自らの不老不死の生命力を研究材料に提供する代わりに、50年後、自身が率いる戦闘民族「ブラックアームズ」がこの星（ソニックの世界でいう地球）を占拠する手助けをしてほしいと頼まれる。どうしてもかなえられなかった不老不死の研究がこれで成功する、これで愛する孫娘マリアを助けることができる。そう考えたPr.ジェラルドは、ブラックドゥームと契約を交わしてしまう。己の研究成果のために地球の未来を売ってしまったPr.ジェラルドだが、もちろん対策をとらないわけではなかった。50年後にまず占拠されるであろうアークを守るため、永久燃料カオスドライブを内蔵した拠点防衛メカ「人工カオス」をいたるところに配置。ブラック彗星を迎え撃つための光学兵器「エクリプスキャノン」の配備し、ブラックアームズの並外れた戦闘力に太刀打ちできる唯一の生命体「シャドウ・ザ・ヘッジホッグ」を生み出した。そして50年後、シャドウがPr.ジェラルドに代わって指揮をとるよう記憶操作をする。また、その過程で偶然究極の古代兵器「ギゾイド」を目覚めさせてしまう。
ところがある日、研究中であった実験体「人工カオス」が突然暴走し、研究員たちやGUNの兵士たちに襲いかかる事件が起きた。負傷者は数知れず、連邦政府は危険な研究を続ける研究員たちを一人残らず幽閉することを決定した。最初はそれを受け入れたものの、あるGUNの兵士が誤ってPr.ジェラルドの孫娘マリアを射殺してしまう事件が起きた。それを知ったPr.ジェラルドは怒りに我を忘れ、研究成果を全て人類滅亡のための兵器として作り変えていった。しかしそれらの兵器を世に送り出すこともなくPr.ジェラルドは逮捕され、GUNの監獄がある「プリズンアイランド」へと幽閉され、死刑という孤独な最期を遂げた。しかし、死刑前にPr.ジェラルドはアークにカオスエメラルドが7つセットされたときにアークが地球に向かって落下するようにプログラムしていた。さらにアーク落下プログラムの最終防衛ラインとして、究極生命体プロトタイプにシャドウのデータを反映させた「バイオリザード」をアークの中枢に配置した。しかしバイオリザードは、マリアの本当の願いを知りスーパー化したシャドウとソニックに倒され、アーク落下も2人のカオスコントロールにより阻止された。その後、『シャドウ・ザ・ヘッシホッグ』にて彼の開発したアークやシャドウが結果として世界を救うことになる。
『ソニック × シャドウ ジェネレーションズ』では二人の息子がおり、ロボット工学に秀でた息子がエッグマンの父、考古学者に秀でた息子がマリアの父となる。また、息子達の容姿は二人共ジェラルドに似ている。
マリア（マリア・ロボトニック）
- 声優：白鳥由里

DCの『ソニックアドベンチャー2』に初登場。Pr.ジェラルドの孫娘で、Dr.エッグマンの従妹にあたる少女。年齢12歳、身長140cm、体重32Kg（いずれもアニメ『ソニックX』のアイキャッチより）。長い金髪のブロンドの髪と大きな青い目をしており、Pr.ジェラルドや同じ孫にあたるエッグマンとはまったく似ていない。宇宙に浮かぶ巨大なスペースコロニー・アークで50年前に生まれたが、先天性免疫不全症候群を煩っているため、病原菌に非常に弱く、無菌空間にして病状を緩和させる低重力のあるアークから外に出ることができず、窓の外から見える地球に興味と憧れを抱いていた。とても優しい性格で、アークの科学者たちの研究によって生み出された実験体などにも人間と同じように接していた。特に自身の病気を克服するための過程として造られた人造生命体のシャドウや少年時代のGUNの司令官とはとても仲が良かった。
アーク封滅作戦の際にシャドウと一緒にアーク内を逃げ回っていたが、GUNの兵士に銃撃されてしまう。最後の力でなんとかシャドウをアークから逃がすことに成功したが、最後の願いをシャドウに託し、力尽きる。Pr.ジェラルドの記憶操作でシャドウはその言葉を「この星に住む全ての人類に復讐を」と言ったのだと勘違いして人類を滅ぼすために暴れまわっていたが、実際は「この星に住む全ての人間に、もう一度生きるチャンスを与えてあげて」と言っており、シャドウもアーク落下の際にその言葉を思い出し、ソニックに協力する。その後、シャドウは『シャドウ・ザ・ヘッジホッグ』で彼女のことは吹っ切れ、自分の道を歩むようになり、結果的にシャドウに「自分の道を見つけてほしい」という彼女の願いは叶った。
『ソニック × シャドウ ジェネレーションズ』では、彼女は、地球出身でアークで育てられたことに変更され、幼い頃に先天性免疫不全症候群を発症してからは、病養の為に祖父のPr.ジェラルドによってアークへ移住した。また、移住後に生まれた妹がいることが判明する。
大統領
- 声優：有本欽隆→仲野裕

DCの『ソニックアドベンチャー2』にて初登場。『シャドウ・ザ・ヘッジホッグ』にも登場している。ルージュの宝石泥棒を黙認する代わりに、彼女をエージェントとして雇っており、エッグマンの元へスパイとして送り込んでいた。非常に冷静な人物であり、エッグマンの脅迫にもうろたえることはなく、ブラックアームズの侵攻にも屈することは無かった。ソニックやシャドウのことをヒーローとして認識しており、「シャドウ・ザ・ヘッジホッグ」のルートによっては、人類に敵対しようとするシャドウに対し驚いていた。シャドウ・ザ・ヘッジホッグのラストでは、シャドウやアークの犠牲者に償うため、司令官（エイブラハム）とともに過ちの無い未来を築いていこう、と決心した。
ヴァニラ（ヴァニラ・ザ・ラビット）
- 声優：あおきさやか （ソニックX）

クリームの母親。彼女の影響でクリームは礼儀正しく、デスマス調で話すようになった。詳細は「クリーム・ザ・ラビット#家族」を参照。
ドドンパ
- 声優：宝亀克寿

『チームソニックレーシング』にて登場するタヌキ。一人称は「ワガハイ」。超高性能のマシンや異世界（並行世界）や未来に招待状を届けるなどの科学力を持ち、言葉使いやふっくらした容姿からどこかエッグマンに似ていたため、当初はテイルスたちからエッグマンの変装やエッグマンの仲間と疑われるが、その正体は「ドンパ・モーターズ」の社長で、ドンパ国の国王。真の目的はチームワークをエネルギーにし、エコロジーで最高のエンジンを作ることである。エンジンを作ることを最優先に考えていたため、エッグマンが悪事に使った場所をレース用に勝手に改造したり、エッグマンの口車に乗り、彼と協力してエンジンを完成させるもそれを「デスエッグ」の動力源として悪用されてしまう。その後、ソニックたちに救われ、そのお礼で新しいマシンを彼らに提供し、純粋にレースを楽しむことにした。
セージ
- 声優：林原めぐみ

『ソニックフロンティア』に登場する謎の少女。実はエッグマンが作った高性能AIが古代人の技術によって擬人化した姿でそのため、エッグマンの命令に従順だが一方で主人やソニックの言葉や行動に疑問を持ったり、エッグマンの安全を最優先するために自らを提案することもある。この従順さもあるためか、エッグマンも彼女に対して父親のような感情を抱くようになる。

### 小動物系キャラクター
チャオ

オモチャオ
- 声優：小桜エツ子

チーズ
- 声優：広橋涼

クリームの親友のチャオ。

チョコラ
チーズの弟。

カエルくん（フロッギー）
- 声優：麻生智久（ソニックX）

ビッグの親友のカエル。ビッグとともにミスティックルーインに住んでいる。ソニックアドベンチャーでは、カオスから分離した尻尾が偶然彼に取り付いてしまう。カオスの一部と同化した影響により、元に戻ろう（カオスと一つになろう）とする本能に支配され、ビッグの元から逃げだしてしまう。また、この時、ビッグがお守りとして手に入れていたカオスエメラルドも飲み込んでしまった。カオスの尻尾とカオスエメラルドを持っていたため、エッグマンから狙われるハメになった。最終的にカオスに取り込まれてしまうが、ソニックの協力によりビッグに救出され、ビッグとともにエッグキャリアから脱出した。その後は、ビッグとともに再び平和に暮らしているようである。
『ソニック ヒーローズ』ではメタルソニックに誘拐されたが、カオスの能力のコピーが済んだこともあり、チームローズの活躍により無事救出された。
『ソニッククロニクル 闇次元からの侵略者』では、ビッグのパワームーブで演出として登場する。それまでは助けられ役としての登場だったが、敵キャラクターに毒を与えたり、他のカエル友達を呼び寄せて敵全体に一斉攻撃をしかけたりと、高い戦闘力を見せ活躍していた。
小鳥さん（フリッキー）
元は『フリッキー』に登場した小鳥のキャラクター。『ソニックアドベンチャー』では、エミーが保護している。

### ゲストキャラクター
ティカル
- 声優：麻生かほ里

DCの『ソニックアドベンチャー』で初登場した、古代ナックルズ族の少女。14歳。ナックルズの遠い先祖にあたる。幼いころに母親を亡くし、祖母により育てられた。そのため、大変なおばあちゃん子である。穏健派である祖母の意思を継ぎ、父親であるパチャカマ（声優：大川透、中嶋聡彦〈ソニックX〉）と対立している。
族長であるパチャカマが他の国を侵略し、その力としてマスターエメラルドを欲したため、ティカルはそれを食い止めようとするが、失敗。その結果カオスが暴走したため、自らの魂と共にカオスをマスターエメラルドに封印する。現代にて、マスターエメラルドの破壊と共に封印がとかれ、ティカルは赤い光球（ヒントボール）となって現れる。カオスを再び封印しようとするが、肉体を失っているためそれは不可能であった。そのため、代わりにカオスを止めてもらおうと、ソニックたち6人を導く。また、その意思を理解してもらおうと、ソニックたちにたびたび過去の記憶を見せている。マスターエメラルドの力を引き出す呪文を知っており、同族であるナックルズにも受け継がれている。
『ソニックアドベンチャー2』では、隠しキャラとして使用できる。『大乱闘スマッシュブラザーズX』ではシールとして登場。
ルミナ（ルミナ・フロウライト）
- 声優：大谷育江

DCの『ソニックシャッフル』で初登場した、妖精の女の子。夢の世界マージナリワールを生み出した、夢を現実にする宝石「プレシャストーン」をイルミナと共に守護している。しかし、夢の世界に現れた闇の存在であるヴォイドにより、プレシャストーンが破壊されてしまう。マージナリワールの危機を救うため、ソニックたちをマージナリワールに呼び出し、助けを求めた。ゲーム中では、ステージやミニゲームのナビゲートをしてくれる。12月24日になるとナイツの姿に変化する（声と台詞はルミナのまま）。
ヴォイド
- 声優：高乃麗

DCの『ソニックシャッフル』で初登場した、闇の存在。一人称は「ボク」で喋り方は中性的。少年のようにみえるが、性別不明。夢の世界マージナリワールに突然姿を現した。ヴォイド空間と呼ばれる特殊な異空間を通じてマージナリワールを自在に移動する能力を持っている。触れただけでプレシャストーンを破壊する能力があり、マージナリワールを混乱に陥れた。
しかし、プレシャストーン破壊はヴォイドの望んだ能力ではなく、ただプレシャストーンと一つになりたかっただけである。怒りや悲しみと言った心の闇があるからこそ夢は生まれるものであり、ヴォイドはそんな「夢の世界」を生み出したプレシャストーンの一部である。
イルミナ
- 声優：皆口裕子

DCの『ソニックシャッフル』で初登場した、夢の世界マージナリワールの女神。ヴォイドがプレシャストーンを破壊したことにより力を失っていたが、ソニックたちがプレシャストーンを集め、ルミナがヴォイドを受け入れたことにより復活した。
エメル
- 声優：無し（キャプチャーしたキャラクターの声になるが、基本的には金丸淳一）

ソニックバトルで登場した、ソニックが「エメラルドビーチ」に落ちていたのを拾ってきたロボット。エメルという名前は、カオスエメラルドを動力とすることからソニックがつけた名である。あらゆる技、機械などの能力をキャプチャーし、使用することができる能力を持つ。ただのロボットだと思っていたソニックだったが、テイルスが調べたところ、エメルは究極の古代兵器「ギゾイド」ということが判明する。しかしソニックたちはエメルを信じ、カオスエメラルドを集める。エメルはソニックたちが新たにカオスエメラルドをセットするたびに知能、戦闘能力がアップしていき、自我を持つようになっていった。しかしシャドウだけはエメルを破壊しようとするがソニックに説得され、ルージュに教えられた「自由になるパスワード」を命令する。
そのパスワードをシャドウに教えられたエメルは自由なロボットとなるが、兵器としての部分を完全には捨てられず、真の契約者になろうと企むエッグマンのミスで暴走してしまい、地球を滅ぼそうとする。暴走したエメルはソニックに倒され、エメルは組み込まれていた最後のプログラム「暴走したときに消滅する」が起動し、エメルは消えた。
彼は、実は4000年前の4大文明の一つとされていたノクターン族によって製作された戦闘兵器「ギゾイド」のうちの一体である。エメル（当時は何と呼ばれていたのかは不明）はギゾイドの中でも最強と言われていたが、ノクターン族が異次元空間「トワイライト・スペース」に転送された際に置き去りにされてしまう。50年前において既にPr.ジェラルドに発見され、再び封印しようと試みていたが、封印した直後ジェラルドはプリズンアイランドに幽閉されてしまう。だが狂気に目覚める前のジェラルドがもしもの時のために、封印されたシャドウとギゾイドが自由になるためのパスワードをプログラムしていた。そのパスワードはマリアの願い、「全ての人類に希望を」だった。
『ソニック クロニクル』では、ギゾイドがザコキャラとして登場しており、ボスキャラとしてスキュラ、チャリブが登場している。ギゾイドは皆、角が三つに分かれている（ソニック アドバンス3のジーメルのように）が、エメルのみ一本角になっている。
『大乱闘スマッシュブラザーズX』ではシールとして登場している。
ジーメル
- 声優：無し

エッグマンがエメルのデータを元に開発したロボット。詳細は「クリーム・ザ・ラビット#家族」を参照。
エリス
- 声優：坂本真綾

ソレアナ公国の公女。祭典の最中にエッグマンに攫われそうになったところをソニックに助けられる。カオスエメラルドをあしらった首飾りを身に着けている。
実は、父親である故ソレアナ王（声優：内海賢二）により体内にイブリースを封印されている。感情が昂ぶって涙を流すと封印が解けるため、理由も知らされないまま泣きたくても泣けない生活を送っていた。それ故、心を閉ざし気味だったが、ソニックとの交流で心を開いていく。しかし、それが仇となって、メフィレスにソニックを暗殺された時に深い悲しみと絶望のせいで泣いてしまい、封印を解いてしまうが、カオスエメラルドと自分の祈りでソニックを復活させることに成功した。一方で、ソニックを蘇生させる最後のきっかけになったのは彼女の強い意志による祈りだった。
ソニックを誰かとダブらせて見ている節があるが、その相手は実はシルバー。10年前の事故の現場からエリスを運び出したのがシルバーであり、その姿を朦朧とした意識の中で僅かながら見ていたため、なんとなく容姿が似ているソニックを見て彼を思い出していた。彼女が持っていたカオスエメラルドはシルバーがお守りとしてエリスに持たせたものだが、その出所はエリスがソニックの元からエッグマンに拉致された際に落としたものである（タイムパラドックス）。
エンディングによると幼い頃に母親を亡くしたらしく、ソレアナ公がソラリスの種火の前で「お母さんも蘇る」と言っていることから、「炎の災厄」と、ソニックたちを巻き込んだ一連の事件を引き起こしたソラリスプロジェクトは彼女の母親を蘇らせる目的もあった可能性がある。
エンディングでソラリスの種火を吹き消そうとする時、泣きそうになりながら「たとえ世界がどうなっても…」と、ソニックとの出会いそのものが無くなることが辛そうだったが、ソニックの「Smile.」という一言に意を決してソラリスを吹き消した。結果、イブリースやメフィレス、エッグマンの襲撃も含めたソラリス関連の事象は一切無かったことになり（エリスの首飾りにカオスエメラルドが無いことからも確認できる）、そのことに関する皆の記憶も無くなった。しかし、祭典の最中にソニックが走ったことで起きた風に「懐かしい感じがする」ともつぶやいている。
シャーラ
- 声優：中原麻衣

『アラジンと魔法のランプ』に出てくるリングの精。原作と違って女性。消えていくアラビアンナイトの世界に書き込まれた『伝説の青いハリネズミ』に救いを求めに、ソニックの前に現れる。彼女のリングを指にはめて「契約」することで、主の簡単な願いを叶えることができる（ハンカチをたくさん出すなど）。お気楽でお調子者なソニックの言動に呆れつつも、彼の冒険をサポートしていく。契約した時点で主従関係となっているが、ソニックがそういった関係を嫌がったため、その時々によってソニックに対する呼び方や口調が変わる。イベントシーンでは人間のような姿だが、アクションステージではティカルのように光の玉になってソニックにアドバイスを与える。
契約したリング（通称・スキルリング）には魔力が封じ込められていて、ソニックが冒険を進めていく中で、その魔力は少しずつ解禁されていき、さまざまな力を発揮することができる。また、時空を歪めて周りの動きを鈍くし、動きを良く見ることができる「タイムブレイク」、超音速で一気に駆け抜ける『スピードブレイク』という技を使える。
実はイレイザーとはかつて信頼関係があり、憎しみに囚われたイレイザーに元に戻ってもらうため、「世界リング」を渡して自分も生贄になろうとする。しかし、ソニックと冒険の中で後ろめたい気持ちが募っており、イレイザーの入っていたランプをソニックに渡したりしていた。世界リングを渡そうとしたところをソニックに止められたものの、すでにイレイザーの手に渡ってしまい、イレイザーの攻撃からソニックを守るために身代わりになって、庇ったことで一度は死亡するが、イレイザーのランプの力で復活を果たす。最後はイレイザーのランプの封印を見届け、飽きるほどアラビアンナイトの世界を満喫したソニックに別れを告げた。
『大乱闘スマッシュブラザーズX』ではシールとして登場している。
マリン（マリン・ザ・ラクーン）
- 声優：無し

『ソニックラッシュアドベンチャー』に登場するアライグマの少女。ブレイズのいる異世界にある、サザン島の風車村に住んでいる。関西弁を話す。冒険に強い憧れを抱いている。好奇心旺盛な性格で、ソニックたちが止めるのも聞かず、考えるより先に行動しソニックたちを困らせることが多い（本人はリーダーシップを取っているつもりのようである）。ソニックとテイルスを自分の子分だと思ったり、環境問題について語ったりするなど、非常に見栄っ張り。風車村の牛乳早飲みのチャンピオンらしい。綺麗好きである。お化けが苦手で、周りには隠しているがバレている。また、南国生まれであるため寒さに弱いらしいが、コタツとミカンがあれば平気、とは彼女の弁。自分の拳から気を放って攻撃する能力を持つが、彼女は戦闘要員（プレイヤーキャラクター）として登場していない。なお、日本国外版ではオーストラリア地方の方言で喋るキャラクターになっている。
チップ（ライトガイア）
- 声優：白石涼子

妖精のような姿をした可愛く無邪気な生命体。緑色の玉が嵌め込まれた首輪をしている。宙に浮き空を飛ぶ。好奇心旺盛。食いしん坊で食い意地が張っており、必ず板チョコを隠し持っている。少々恐がり。人懐っこく、初対面の者（人だけではなく聖獣にも）に板チョコを渡す癖がある。エッグマンの罠に嵌まって宇宙のエッグマン艦隊から地上に落とされたウェアホッグと化したソニックにぶつかった。自分に関する一切の記憶が思い出せないため、それを「自分がぶつかったせいかもしれない」と思ったソニックが、壊れた地球を治すかてら彼の記憶を探すことになる。「チップ」という名前は、最初に赴いた街で食べたスペシャルチョコサンデーからソニックが付けた仮の名前。
その正体はダークガイアと対を成す存在である「ライトガイア」。ダークガイアが地球を壊す度にそれを癒す役割を持った存在である。チップが光のバリアを張ることができたり、神殿の台座を起動できるのはこのため。ダークガイアとの戦闘では各地の神殿を召喚して神殿巨人を作りダークガイアの動きを封じた。ソニックと共にダークガイアを倒した後、スーパー化が解けて疲れ果てて気絶したソニックに「君は生きて」と閉じ行く大地の裂け目から地上に放り投げ、ダークガイア、神殿巨人と共に星のコアに消えて眠りに就いた。この時、友情の証としてソニックに自分の首輪を託した。
記憶はエッグマンが強引にダークガイアを目覚めさせたため、本来目覚める時期ではなかったために頭が混乱して思い出せなくなっていた。地球を守る存在であるが、その役目の周期故に星のこと自体はほとんど何も知らなかったため、ソニックとの旅はとても楽しい良い思い出となったと語っている。
神殿巨人
- 声優：白石涼子

チップが各地の神殿を召還して作った巨人。ダークガイアの動きを封じ、ソニックと共にダークガイアを倒した。
その後、スーパー化が解けて疲れ果てて気絶したソニックに「君は生きて」と閉じ行く大地の裂け目から地上に放り投げ、チップ、ダークガイアと共に星のコアに消えて眠りに就いた。
ピックル教授
- 声優：チョー

ダークガイアなど太古の地球の歴史について書かれた『ガイア文書』の研究者。テイルスの知り合い。その研究がエッグマンにとって野望の邪魔だったため、文書共々エッグマンに攫われたが、ソニックとテイルスによって救出された。性格はマイペースで飄々とした感じであり、エッグマンに捕まっても緊迫感を見せなかった。サンドイッチにうるさく、好物はキュウリのサンドイッチ。スパゴニア大学の寮長曰く、意外にも寂しがりやで、しばらく会ってあげないと拗ねてしまうらしい。
次の目的地を教える、カメラのフラッシュを補充する他、彼にお土産をあげるとヒントや太陽のメダル、月のメダル、フラッシュなどをくれる。敬語で話す。
カリバーン
- 声優：平田広明

自らの意思を持ち、使い手を選ぶと言われる「剣の師匠」と呼ばれる伝説の聖剣。長らく大樹の下の岩床に刺さったままだった。
目釘の辺りにある目口で喋ることが可能で、ソニックの近くなら自ら浮いて動くこともできる。口癖は「たわけ!」。かなり厳格な性格で口うるさく、性格が正反対のソニックとは衝突が絶えない。その一方で、お世辞に弱いという一面がある。自称ジェントルメン。
出会った当初は、ソニックを「ヒヨッコ」（ソニックからは逆に「ナマクラ」「聖剣様」と呼ばれていた）と罵っていたが、彼が試練を乗り越えていき、ついには円卓の騎士たちを全員倒した時、彼を「風の騎士・ソニック」として認めるようになる。「風の騎士」という名前は、パーシヴァル戦でソニックが「この自由に吹く風がオレの主」と言ったことから。「風の騎士」という名は『ソニックと暗黒の騎士』主題歌「Knight of the wind」にも受け継がれている。
エクスカリバーの鞘の力で「黄泉の女王」と化したマリーナとの戦いの最中、その強大な力の前にカリバーン自身が折れてしまう。だが、相棒が折れても立ち向かうソニックの、決して逃げず諦めない不屈の意思に共鳴。3つの聖具の力を取り込み、大聖剣エクスカリバーとして覚醒を遂げる（これにはマリーナ、そして使い手であるソニックも驚いていた様子）。
アーサー王が存在しないということは、同時にエクスカリバー自体も存在しないということだが、そのエクスカリバーは実在して、かつ正体（仮の姿）が当のカリバーンだった（この事実を知っているのは湖の貴婦人ニミュエ、ただ一人であった）。
これにより、その聖剣を引き抜いたソニックが真のアーサー王となるのである。
シェイド
- 声優：無し

『ソニッククロニクル 闇次元からの侵略者』に登場する、黒装束に身を包んだ謎の女性。その正体は、ナックルズ族とライバル関係にあったノクターン族の戦闘部隊マローダーの指揮官である。
ノクターン族は昔、異次元空間「トワイライトスペース」に追放されてしまったため、彼女はノクターン族を元の世界（ソニックたちの住む世界）に帰す、という使命を持っている。
そのため、ノクターン族のリーダーであるノウェムに従っていたが、ノウェムの目的はソニックたちの住む世界を征服、支配することだった。
ノウェムの目的が果たされればシェイドの使命も果たされることになるが、シェイドは「この世界を犠牲にしてまで使命を果たしたくはない」と言い、ソニックたちとともにノウェムと戦うことを決意する。
彼女自身は悪の心は持っていないため、知らずにノウェムの野望の片棒を担いでいたことに責任を感じているようである。
黒装束に身を包んでいることからも分かるように、隠密行動を得意とする。だが、正面からの戦闘も決して不得意ではなく、白兵戦も充分こなす。
物語内では世界を救うソニックに敬意を持ったり、ナックルズのことを心配そうに気に掛けたりしているため、エミーやルージュに嫌われている様子。
ウィスプ
『ソニック カラーズ』で初登場した、プラネットウィスプに住んでいたエイリアン。『ソニック カラーズ アルティメット』発売時点で17種類の種族が存在し、それぞれ形・色・能力が異なる。ウィスプパワー発動時のシステムボイスを担当しているは立木文彦。
共通するのは常に浮遊していて、身体にあたる部分が明確に存在せず、各々足が生えている点である。その身体には凄まじいエネルギーが秘められており、エッグマンによってその力を利用され次々捕獲されてしまう。
特殊な言語でしゃべるため会話のためには翻訳機が必要で、テイルスがその場で作成したが、真の完成はウィスプと別れるまでかかってしまったため、とんちんかんな翻訳内容が多かった。その後のシリーズにもアイテムとして登場し、ソニックのサポートをしている。なお、声はゲームスタッフの中のプランナーが務めている。
ヤッカー
プラネットウィスプに住んでいたホワイトウィスプの一体。彼だけ頭に巻き毛がついているのが特徴。ソニックによってシアン・ウィスプの一匹とともに救われる。性格はとても陽気で身体全体で感情を伝える。そのためテイルスが翻訳を間違えたりすると不機嫌そうな顔をして否定したりした。
途中でソニックたちとはぐれてしまうが、宇宙空間に放り出されたソニックを仲間たちとともに救い出す。その後ソニックたちにお礼を言うも、すぐに母星へ帰らないといけなかったため、そのまま別れを告げて故郷へと帰っていった。ウィスプの声はセガのプランナーが担当している。
ホワイト・ウィスプ
白いウィスプ。救出することによりソニックのブーストゲージを充填させる。ウィスプの代表的・あるいは一般的な存在で、OPにおけるプラネットウィスプのシーンなどではもっとも多く登場している。目は1つで足は3つ。
シアン・ウィスプ
シアンカラーのウィスプ、鋭い目付きと鋭利な手・身体が特徴。ソニックをさらなる超光速で移動させるレーザーの能力を与える。
劇中では最初にエッグマンに追われていたが、ソニックに助けられ自主的にその力を貸し与えた。
『ソニックジェネレーションズ 青の冒険』にも登場し、モダンソニックに力を貸す。
イエロー・ウィスプ
イエローカラーのウィスプ、三角形で螺旋状の模様がドリルのように常に渦巻いているのが特徴。目は一つで触手のような足が三本生えている。
ソニックを地中や水中で高速進行させるドリルの能力を与える。
グリーン・ウィスプ
Wii版にしか登場しないグリーンカラーのウィスプ、緩い楕円形をしていて頭頂部にはコブのような盛り上がりが一つある。目は一つで丸い足が身体の下に四本ついている。
ソニックを空中浮遊させ、リングを伝うことにより高速移動するホバーの能力を与える。
オレンジ・ウィスプ
オレンジカラーのウィスプ。ロケットのような体と窓をイメージした目が特徴で、ソニックを空高く飛ばすロケットの能力を与える。
『ソニックジェネレーションズ 白の時空』にも登場し、モダンソニックに力を貸す。
ピンク・ウィスプ
Wii版にしか登場しないピンクカラーのウィスプ。頭の5本のトゲと鋭い目があるのが特徴。スピンダッシュするソニックの体をトゲだらけにし、天井や壁を移動できるスパイクの能力を与える。『ソニックジェネレーションズ　白の時空』にも登場し、クラシックソニックのスピンダッシュと組み合わせることができる。
ブルー・ウィスプ
Wii版にしか登場しないブルーカラーのウィスプ。四角の体と横に並んだ3つの目が特徴。
ソニックをブロックに変え、地震を起こしブルーリングとブロックを入れ替えたり、敵を倒すキューブの能力を与える。
パープル・ウィスプ
パープルカラーのウィスプ。ソニックを闇の力で牙の生えた怪物のような姿に変え、触れた障害物や敵を食らうフレンジーの能力を与える。多く食らうことで巨大化し、食らう速度と範囲がアップする。
その正体はネガエネルギーを受けたウィスプで、事件後はヤッカーによって本来の姿に戻ったが、その後のシリーズにもこの姿で登場している。2本のツノとキバのような口が特徴。
レッド・ウィスプ
DS版にしか登場しないレッドカラーのウィスプ。ソニックに炎の力を与え、爆風の力で大ジャンプさせるバーストの能力を与える。炎のような形の体と3つの目が特徴。『ソニックジェネレーションズ 青の冒険』にも登場し、クラシックソニックに力を貸す。
バイオレット・ウィスプ
DS版にしか登場しないバイオレットカラーのウィスプ。ソニックに重力を操る力でブラックホールを作りだし、あらゆるものを吸い込み、多く吸い込むことで巨大化し、移動速度と範囲がアップするポイドの能力を与える。
その正体はネガエネルギーを受けたウィスプで、事件後はヤッカーによって本来の姿に戻ったが、その後のシリーズにもこの姿で登場している。見た目はパープル・ウィスプに似ているがツノがなく、ブラックホールのような形をしている。
以下は『ソニック ロストワールド』で初登場
クリムゾンウィスプ
マゼンタウィスプ
アイボリーウィスプ
インディゴウィスプ
グレイウィスプ
ブラックウィスプ
以下は『チームソニックレーシング』で初登場
ジェイドウィスプ
バーチャル・ヘッジホッグ
- 声優：金丸淳一

『ソニック カラーズ』に登場した、赤い色のソニック。青い色のソニックもいる。
AGES（ドリームカー）
- 声優：なし

『ソニック&オールスターレーシング トランスフォームド』に登場した、セガの神様。レースに参加すべくビジュアルメモリに姿を変えた。『デイトナUSA』のホーネット、『ドリームキャスト』のコントローラー、『アフターバーナーII』のF-14XXにトランスフォームする。
トリップ（トリップ・ザ・サンゲイザー）
- 声優：なし

　『ソニック スーパースターズ』に登場した、オオヨロイトカゲの少女。普段は仮面と鎧で姿を隠している。エッグマンとファングに服従しているが、不器用でドジな一面がある。

### クラシックソニックシリーズのキャラクター
メカソニック
- 声優：なし

『ソニック・ザ・ヘッジホッグ2』および『ソニック&ナックルズ』に登場したソニック型ロボット。メタルソニック（後述）のような鋼鉄製のボディと、赤く光るモノアイが特徴。『2』に登場したものは灰色の金属色がむき出しで、機体形状も丸みを帯びたデザインであったが、『&ナックルズ』では青い体色でよりシャープなデザインのものが登場した。さらに『ソニックアドベンチャー』では、アドベンチャーフィールドのファイナルエッグ内部にてメカソニックに似たソニック型ロボットがメタルソニックと共にカプセルの中に飾られている。
テイルスドール
- 声優：なし

『ソニックR』に登場した、ソニックを油断させ、攻撃するために作られたエッグマン苦肉の策。頭部に動力装置を埋め込み、それ以外は単なるぬいぐるみという貧弱な姿をしている。『ソニックアドベンチャー』ではテイルスドールの他、ソニック型とナックルズ型のドールがアクションステージのファイナルエッグにE-100シリーズの訓練用ターゲットとして登場している。
メカナックルズ
- 声優：なし

『ソニックアドバンス』に登場した、エッグマンが開発したナックルズ型ロボット。エンジェルアイランドにてソニックを待ち受ける。
バーク（バーク・ザ・ポーラベアー）
- 声優：なし

アーケードゲーム（AC）『ソニック・ザ・ファイターズ』に登場した、シロクマ。性格はシャイで無口、ぶっきらぼうだが自然を愛する優しい心を持つ。趣味はスノーボード。攻撃はボクシングスタイルの強力なパンチと投げ技が中心。セガサターン（SS）ソフト『ファイターズメガミックス』にも隠しキャラとして出演している。
アメコミ版ではよく表紙に見掛けていたが、160話以降ではビーンと供に悪役として登場した。台詞の一言さえ言わないほどの無口であり、団体で攻められるのが苦手である。
ビーン（ビーン・ザ・ダイナマイト）
- 声優：なし

バークに同じく『ソニック・ザ・ファイターズ』に登場した、キツツキ。ACソフト『ダイナマイトダックス』の主人公、BINの息子。スポーツが大好きで特にサッカーが得意。攻撃には爆弾を用いる。彼もバーク同様に、『ファイターズメガミックス』に隠しキャラとして参戦している。また『バーチャストライカー2 ver.2000.1』ではある条件を満たすと出現する。
アメコミ版ではよく表紙に見掛けていたが、160話以降ではバークと供に悪役として登場した。爆弾を武器として扱うが、一度喋ったら止まらないほどのお喋りで、アホな性格になっている。特に光る物が大好きで、痛みすら感じないほどのマゾでもあったりする。バークとは常に相棒同士として行動し、傭兵としてマンモス・モギュールと組んでいたが、一度は報酬による条件でソニックの味方になったことがある。
ハニー（ハニー・ザ・キャット）
- 声優：なし

元々はAC版『ソニック・ザ・ファイターズ』で登場する予定だったが、一旦没キャラクターになり、後にPlayStation 3・Xbox 360版で正式登場したネコ。モチーフとなっているのは『ファイティングバイパーズ』のハニーで、同様のコスチュームを着ている。
アメコミ版では16歳でマイティーの親友という設定である。常にあがり症で、噛みやすいタイプとなっている。
エミードール
- 声優：なし

『ソニックマニア』に登場。

## アメコミ・イギリス版コミック登場キャラクター
この項目は、ゲームには登場しないアメコミ版およびイギリス版コミックに登場するキャラクターを記述する。
サリー・アコーン姫
- 声優：キャス・スーシー

アメコミ版のメインヒロインで、ソニックの幼馴染でありガールフレンド。さらにフリーダムファイターズのリーダーであり、ノットホール王国の姫君でもある。フルネームは『サリー・アリシア・アコーン』で、リスとシマリスのハーフ。ソニックと結婚し、2人で国を収めることを夢にするが、エッグマンとの戦争が原因でなかなか実現しそうにもない。47 - 50話まで行われた『エンドゲームサガ』では、転落事故によって死亡したと思われたが、実は昏睡状態になっていて、ソニックのキスにより目覚めた。だが161話以降ではソニックを戦士として引退して欲しいことを本人が拒否したため、別れてしまうが、それでもソニックのことを愛し続けている様子。正義感はとても強く、リーダーシップを誇り、国の住民や仲間を大事に思うほどの優しい性格の持ち主。0話では金髪のポニーテールで赤い毛皮をしていて、後に1話以降から黒髪に桃色の毛皮に変更されたが、16話以降から現在まで赤毛に茶色の毛皮に変更された。「おてんば姫」と呼ばれる。なおイギリス版コミックでは第1話から登場しているがアメコミ版とは違い、フリーダムファイターズのメンバーではなく、惑星モビウスの住民として登場し、初期のメインヒロインとして活躍していたが、エミー・ローズが登場してからは彼女の出番が激減、第33話で姿を消している。
メカサリー
サリーをモデルに開発されたロボット。サリーがロボット化した姿でもある。
ニコル
- 声優：キャス・スーシー

ブーマー "ローター"
- 声優：マーク・バルー, キャム・ブレイナード

アントワーヌ
- 声優：ロブ・ポールセン

バニー・ラボット
- 声優：クリスティン・カウゲァナー

ミナ・マングース
歌姫。ノットホール王国のアイドルとサリーの恋ライバル。アッシュはプロデューサーでボーイフレンドだが、ソニックのことが一番大好き。元ネタは日本アニメの歌姫。
ジュリー・スー
ジェフリー・セント・ジョーンズ
スニブリー
- 声優：チャーリー・アドラー

ナイジェル・アコーン王
- 声優：ティム・カリー

スカージ・ザ・ヘッジホッグ
アメコミ版のみ登場、平行世界「アンチモビウス（通称モウビウス）」からやってきたもう一人のソニック。当初の名前は「イビルソニック」で、外見上の違いはあまりなく、サングラスをかけていることとジャケットを羽織っている点くらいである。ソニックの活躍によりゾーン警察によって捕縛されたが、後に脱獄。さらに、後にマスターエメラルドの力で異なる存在へ変化し、身体は緑色に変色、腹には生々しい傷を持ったハリネズミとなる。この時から『スカージ』を名乗るようになる。性格はソニックに似て自由奔放であるが、加虐的である。一時他の悪党と供に組んでいたが、後にアンチモビウスを支配し、王となってモビウスに帰還した。アナーキーベリル（アンチモビウスのカオスエメラルド）でスーパー化も会得し、その際はソニックのような金色にはならず、紫の体色に黒い眼球と赤い瞳孔に変化する。そのためスーパーソニックより長時間スーパー化したが、時間制限のあるスーパーソニックとは違い、長時間スーパー化することで体力が徐々に消耗してしまうという弱点があったために、疲労になりながらも元の姿に戻った。その後再びゾーン警察に捕縛された。
スーパースカージ
アナーキーベリル（アンチモビウスのカオスエメラルド）でスーパー化したスカージ。ソニックのような金色にはならず、紫の体色に黒い眼球と赤い瞳孔に変化する。そのためスーパーソニックより長時間スーパー化したが、時間制限のあるスーパーソニックとは違い、長時間スーパー化することで体力が徐々に消耗してしまうという弱点があったために、疲労になりながらも元の姿に戻った。
メタルスカージ
スカージをモデルに開発されたロボット。ドクター・エッグマンの戦闘メカでもある。
シャード・ザ・メタルソニック
メタルソニックと同型のロボット。
キャプテンメタル
メタルソニックと同型のロボット。
ゾニック
メカソニックと同型のロボット。
メカニックス "メカ" ロボトニック
スードウソニック
ルプ・ザ・ウルフ
ティアラ・ブーバウスキー
プレデター・ホーク
フィオナ・ザ・フォックス
マンモス・モギュール
ジュールス・ザ・ヘッジホッグ
チャールズ卿
エクリプス・ザ・ダークリング
ドクター・フィニットヴァス
ブレイブホッグ
シャドウスワットボット4ゼータ
灰色のゼータ。
ダイナマック3000（DYNAMAC-3000）
イブ（E.V.E.）
アダム（A.D.A.M.）
E-106 "エータ"、E-107 "シータ"
ガンマの同型の量産型。
E-108 "イオータ"、E-109 "カッパ"、E-110 "ラムダ"、E-113 "クシー"、E-117 "シグマ"、ドゥムズデーウェーストポッド E-118 "タウ"
Eシリーズの量産型。
ジョニー・ライトフット
フリーダムファイターズのメンバーの一員。
ピッキー・ルイス
フリーダムファイターズのメンバーの一員。
ラフ、タンブル
アメコミ(IDW)版に3話より登場するスカンクの傭兵コンビ。ウィスポンのアーセナルのある街を戦いのどさくさに紛れて占領し、好き勝手していたが、調査に来たナックルズとエミーの要請を受けたソニックと戦闘になる。劣勢に追い込まれウィスポンを使おうとした所ソニックにエネルギー源であるウィスプたちを説得され、敗北する。スカンクだけあって、悪臭を放つ攻撃ができる。
タングル・ザ・リーマー
アメコミ(IDW)版4話から登場するソニックが訪れるロボットたちに襲撃されたスパイラルヒルビレッジという街に住むキツネザルの少女。15歳。ソニックと偶然再会したブレイズと協力し、ロボットたちの母艦を撃破した。大きな尻尾を使った攻撃が得意。後にウィスパーと行動を共にするようになる。
ウィスパー・ザ・ウルフ
アメコミ(IDW)版8話より登場する奇妙なマスクを被ったオオカミの少女。16歳。ヴァリアブルウィスポンという5つのカラーパワーを扱える武器を持つソニック、シルバーと同時期にエッグマンの基地へ潜入しており、当初は二人を警戒していたがウィスプたちがソニックに好意を示したため、共闘することとなる。戦場の守護天使の異名を持ち、戦時中はシルバーを、救ったこともあるらしい。
Dr.スターライン
アメコミ(IDW)版11話より登場するカモノハシの男。年齢不明。エッグマンに心酔しており7つのカオスエメラルドを献上している（彼がカオスエメラルドを集めていたため、先の戦争に登場しなかったと設定されている）。エッグマンを慕う余りにやりすぎることも多く、「とあるウィルス」は再び全世界を巻き込む事件の原因となってしまう。彼自身の戦闘能力は高くはないがグローブに嵌め込まれた石にはワープ機能があり、敵を翻弄する。
ジュエル・ザ・ビートル
オパールのような甲殻を持つ少女。16歳。スパイラルヒルビレッジの博物館にて学芸員を勤めている。タングルの幼なじみで昔から振り回されている模様。とある騒動にてバビロン盗賊団に拐われかけたソニックカラーズトラウマになっている。エッグマン、スターラインによって起こされたパンデミックの被害者となってしまっており、ガラスケースに監禁されている。その際タングルに"致命的"な攻撃を与えてしまう。
ダイヤモンドカッターズ
5人の凄腕によって構成されるマスクの傭兵団。全員が（レジスタンスが開発したものとは異なる）ウィスポンとそれに対応するウィスプと組んでおり、ナックルズたちとは別にエッグマンに対抗していたというが何らかの理由によって大半が戦死、壊滅した模様。
スミシー・ザ・ライオン
エッグマンとの戦争中に活躍していたライオンの傭兵技師。20歳。いわゆる天才だったようで映像記録や通信、ウィスプの言葉を翻訳可能なマスクや特殊な武器を開発していた模様。
クレア・ボイヤンス
ホエザルの女傭兵。15歳。超能力者だが、とある周波数を弱点としている。愛用する武器のニックネームは"マンティス"。
スリンガー・ザ・オセロット
オセロットの傭兵。14歳。二丁拳銃による射撃の名手。
ミミック
ある人物に「裏切り者」として追われるミミックオクトパスの傭兵。32歳。姿形を掌以外自由自在に変えられる。